# Sport
Pour l’article ayant un titre homophone, voir Spore.
Pour les articles homonymes, voir Sport (homonymie).

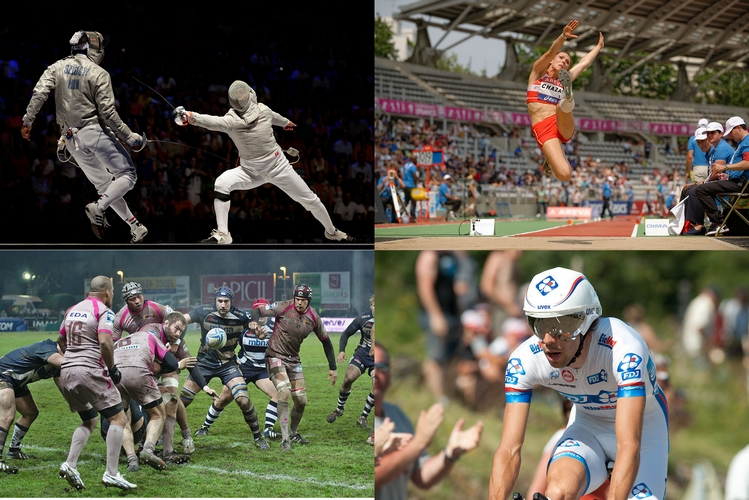
Exemples de sports : escrime, athlétisme, rugby à XV et cyclisme.

Le sport, mot d'usage récent (XIXe siècle) dans la langue française, est un ensemble d'exercices physiques se pratiquant sous forme de jeux individuels ou collectifs pouvant donner lieu à des compétitions.
Le sport, qui ne peut être dénommé ainsi avant le XIXe siècle (gymnastique, exercice physique, voir Pociello, C. Sociologie du sport, 1983), est un phénomène presque universel dans le temps et dans l'espace humain. La Grèce antique, la Rome antique, Byzance, l'Occident médiéval puis moderne, mais aussi l'Amérique précolombienne ou l'Asie, sont tous marqués par l'importance de pratiques physiques. Certaines périodes sont surtout marquées par des interdits.

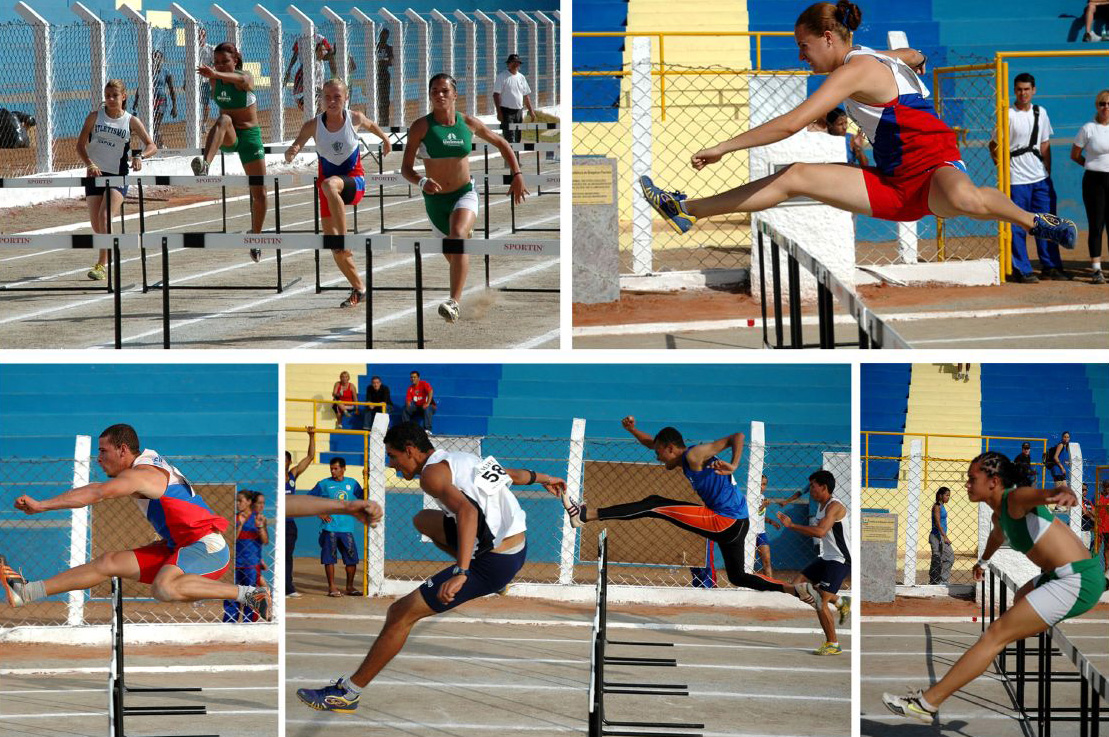
100 et 110 mètres haies.

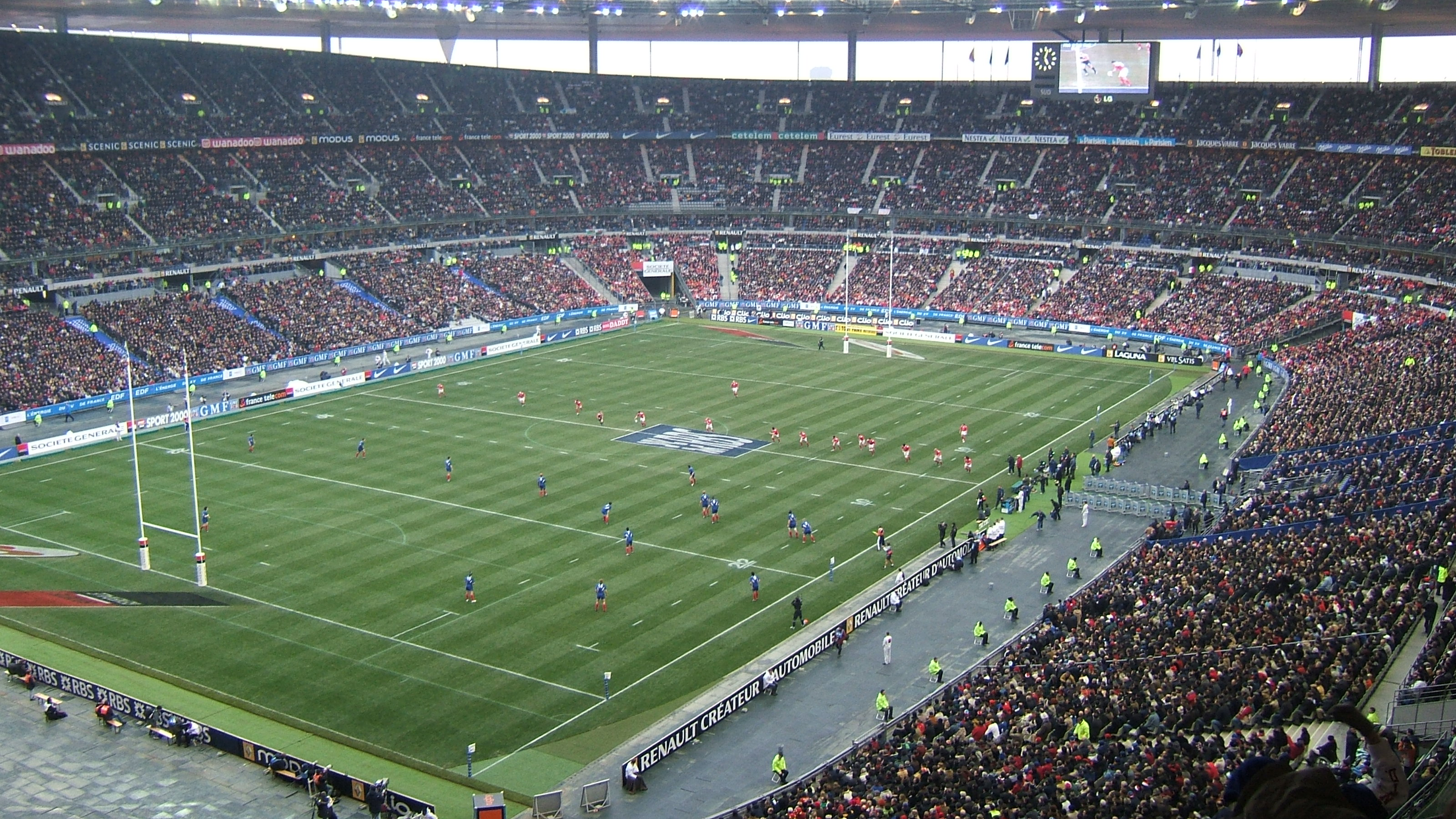
Terrain de Rugby au Stade de France.

## Définitions

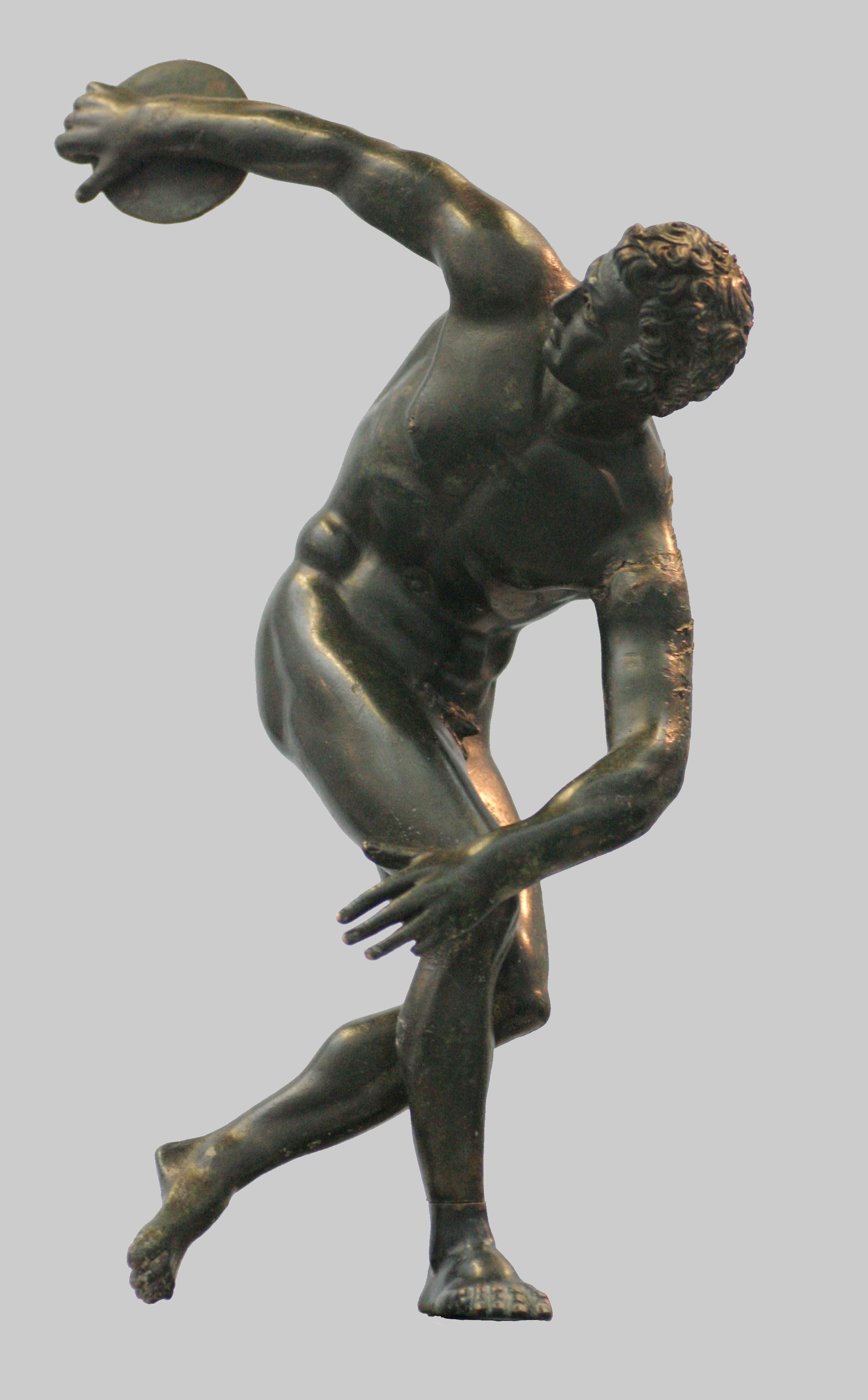
Discobole grec -

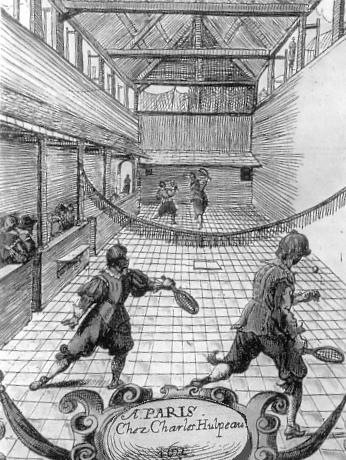
Jeu de paume à Paris au XVIIe siècle.

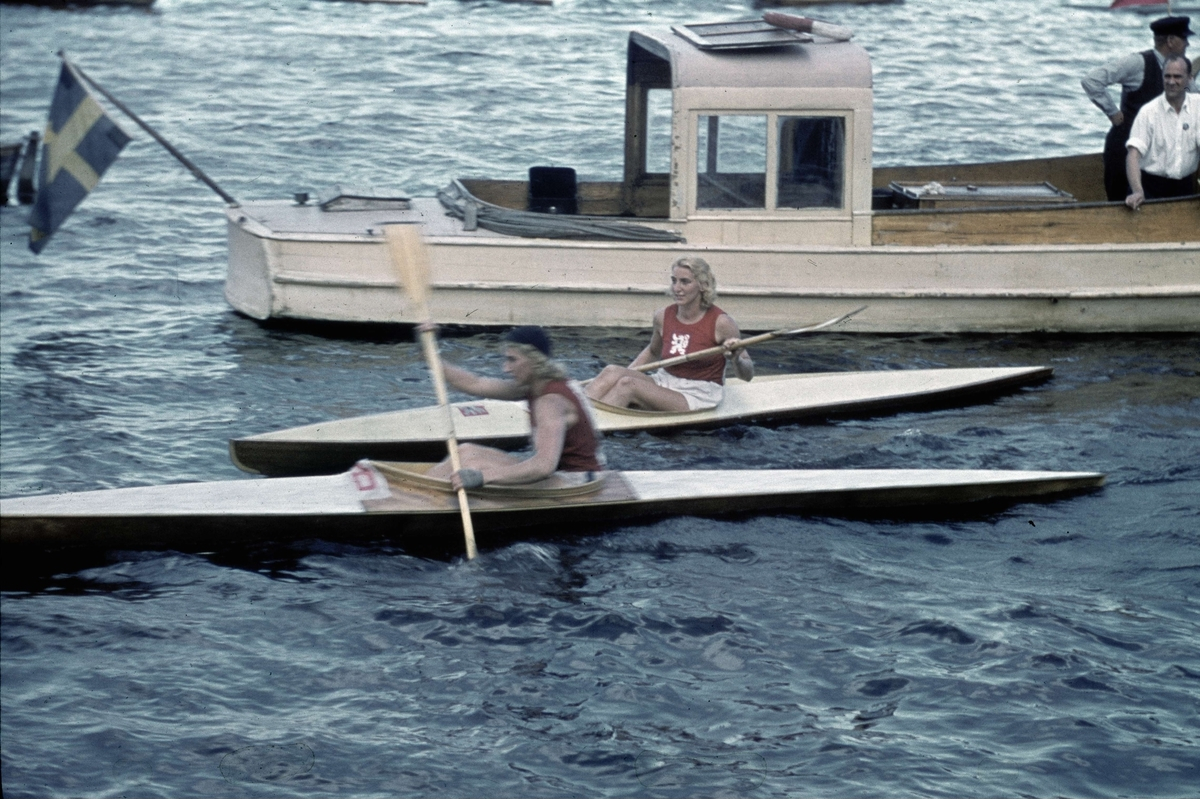
Les championnats du monde de canoë à Vaxholm, en Suède, en 1938.

Le terme de « sport » a pour racine le mot de vieux français desport qui signifie « divertissement, plaisir physique ou de l'esprit ». Antérieurement il peut être rattaché au latin portus, comme dans transport, export, import, déporter, déport, etc., qui désignait simplement un port, un lieu de passage marin. En traversant la Manche, desport se mue en « sport » et évacue de son champ la notion générale de loisirs pour se concentrer sur les seules activités physiques et mentales. La langue allemande admet aussi le terme « sport » et sa définition anglaise en 1831 ; la France en fait usage pour la première fois dès 1828, mais à ce moment-là il est essentiellement associé aux courses de chevaux et aux paris sur ces courses de chevaux (Cf. le journal Le Sport). La frontière entre jeux et sports n'est pourtant pas très claire. La Fédération française des échecs fondée en 1921 reçoit ainsi un agrément sportif du Ministère de la Jeunesse et des Sports en 2000, mais uniquement parce qu'elle était une fédération « associée » au CNOSF. Certaines pratiques traditionnelles posent également problème : sport ou jeu ? La question reste encore ouverte.
Le sport moderne se définit par quatre éléments indispensables :
- la mise en œuvre d'une ou plusieurs qualités physiques : activités d'endurance, de résistance, de force, de coordination, d'adresse, de souplesse, de précision, etc. ;
- une activité institutionnalisée, ses règles tendent à être identiques pour l'ensemble de la planète ;
- une pratique majoritairement orientée vers la compétition ;
- une pratique fédérée (sous la tutelle d'une fédération sportive).

Ces piliers qui mettent surtout en avant l'organisation des différentes disciplines sportives n'excluent nullement les pratiques comme le sport-loisir, le sport-aventure, le sport-santé, le sport scolaire ou l'éducation physique et sportive. Si la compétition est prédominante, il existe toutefois d'autres formes de pratique mettant plutôt en avant le plaisir, la santé, l'éducation ou l'épanouissement.
Le Conseil de l'Europe propose ainsi la définition suivante dans sa « Charte européenne du sport » (article 2.1) (2001) : « On entend par « sport » toutes formes d'activités physiques qui, à travers une participation organisée ou non, ont pour objectif l'expression ou l'amélioration de la condition physique et psychique, le développement des relations sociales ou l'obtention de résultats en compétition de tous niveaux ».

## Histoire

### Débat historiographique
La question de l'histoire du sport bute sur un débat qui oppose deux thèses.
Pour un courant de pensée, le sport est un phénomène universel, qui a toujours existé et partout sous des formes très diverses. Ce serait un « invariant culturel » (selon les termes de Frédéric Baillette, enseignant et directeur de la revue Quasimodo). Cette thèse est notamment soutenue en 1991 par le médecin français Jean-Paul Escande (Les avatars du sport moderne, in Ardoino, Brohm, Anthropologie du sport, Perspectives critiques, 1991). Cette thèse est implicitement soutenue par ceux qui parlent de « sport antique », de « sport médiéval », etc. Le médiéviste américain Charles Homer Haskins est le premier historien à utiliser le terme de « sport » dans le cadre d'une étude portant sur le Moyen Âge dans son livre The Latin Litterature of Sport (1927). Au début du XXIe siècle, Wolfgang Decker (Institut d'Histoire du Sport de l'École Supérieure du Sport de Cologne) et Jean-Paul Thuillier (directeur du Département des Sciences de l'Antiquité à l'École normale supérieure) estiment que : « contrairement à ce que l'on estime souvent, le sport n'est pas né à Olympie, pas plus qu'il ne s'est éteint dans l'Attique ou le Péloponnèse. L'Égypte nous offre de nombreuses scènes sportives, entre autres de lutte, dès le IIIe millénaire avant notre ère, et les Romains, héritiers des Étrusques sur bien des points et en particulier dans ce domaine, ont peut-être créé le sport moderne, avec ses spectacles de masse, ses clubs puissants et ses enjeux financiers colossaux ».
Pour un autre courant de pensée, le sport est un phénomène apparu à un moment précis de l'histoire et dans un contexte particulier : au sein de l'élite sociale de l'Angleterre industrielle du XIXe siècle. Cette thèse est notamment développée en 1921 par l'écrivain allemand Heinz Risse (Soziologie des Sports, Berlin, 1921 et Sociologie du sport, Presses universitaires de Rennes, 1991) qui estime qu'« il est erroné de regarder le passé avec nos modes de pensée actuels et d'imaginer que les pratiques qui ressemblent à celles que nous connaissons peuvent se rapporter à cette appellation "sport" ». Cette thèse est notamment soutenue par l'historien français Roger Chartier et par les sociologues Norbert Elias, et Pierre Bourdieu,. En 2000, l'historien du sport Philippe Lyotard (université de Montpellier) juge qu'« il y a une coupure très nette entre le sport moderne et le sport antique : c’est la notion de record (et donc de performance). Le record et la performance expriment une vision du monde qui est profondément différente entre les Grecs et les modernes. La culture du corps est différente. Pour les Grecs, cette culture est rituelle, culturelle, d’inspiration religieuse, pour les modernes, le corps est une machine de rendement ».
À travers l'exemple des joutes au XVe siècle en France et en Espagne, Sébastien Nadot avance dans sa thèse intitulée Joutes emprises et pas d'armes en Castille, Bourgogne et France, 1428-1470 (soutenue à l'EHESS en 2009) que l'on peut effectivement parler de sport au Moyen Âge et que la plupart des historiens confondent la notion de naissance avec celle de démocratisation du sport quand ils évoquent son apparition seulement à partir du XIXe siècle. Mais une autre façon de résoudre la question est de forger la notion de « sport moderne » pour distinguer ce phénomène d'autres pratiques historiquement attestées. Dans une étude, une équipe de l'UFR-STAPS de l'université de Bourgogne estime ainsi en 2004 que « Le sport moderne […] renvoie à l’idéologie de Coubertin, caractérisée par la compétition, la performance, l’entraînement dans des structures institutionnelles (fédérales et scolaires) afin de lutter contre l’oisiveté et les risques de dégénérescence psychologique et physiologique de l’homme ». Cette notion de « sport moderne » est exposée par l'historien américain Allen Guttmann dans From Ritual To Record, The Nature of Modern Sports (1978). Auteur notamment de Sports: The First Five Millennia, Guttmann ne renonce pas à l'emploi du mot « sport » de l'Antiquité à nos jours.

### Histoire
Selon l'interprétation large de la notion, le sport est un phénomène universel dans le temps et dans l'espace humain, et, pour reprendre une maxime byzantine, « les peuples sans sport sont des peuples tristes ». Nombre de phénomènes qui paraissent récents, accompagnent en fait l'histoire du sport depuis l'origine : du professionnalisme au dopage, des supporters aux problèmes d'arbitrage.

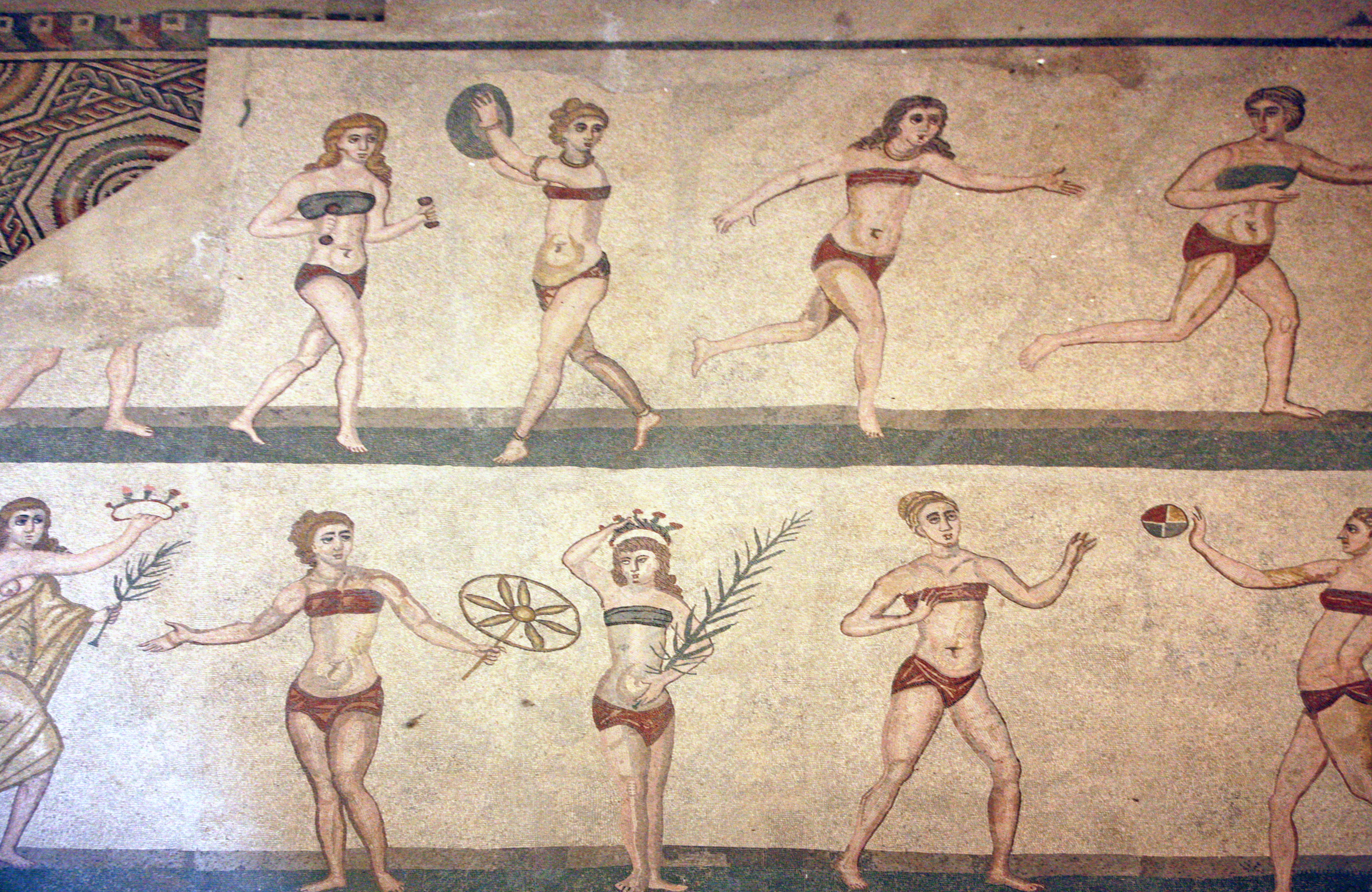
Femmes pratiquant différents sports, mosaïque de la Villa romaine du Casale, au sud de la Sicile (Italie).

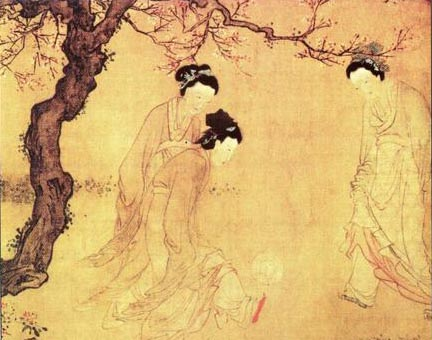
Dames chinoises jouant au cuju (dynastie Ming).

La Grèce, Rome, Byzance, l'Occident médiéval puis moderne, mais aussi l'Amérique précolombienne ou l'Asie, donnent tous une importance au sport. Certaines périodes sont surtout marquées par des interdits concernant le sport, comme c'est le cas en Grande-Bretagne du Moyen Âge à l'époque Moderne. Interrogée sur la question, la Justice anglaise tranche ainsi en 1748 que le cricket n’est pas un jeu illégal. Ce sport, comme tous les autres, figurait en effet sur des édits royaux d'interdiction régulièrement publiés par les monarques britanniques du XIe  au  XVe siècle. En 1477, la pratique d'un « jeu interdit » est ainsi passible de trois ans de prison. Malgré l'interdit, la pratique perdure, nécessitant un rappel quasi permanent à la règle.

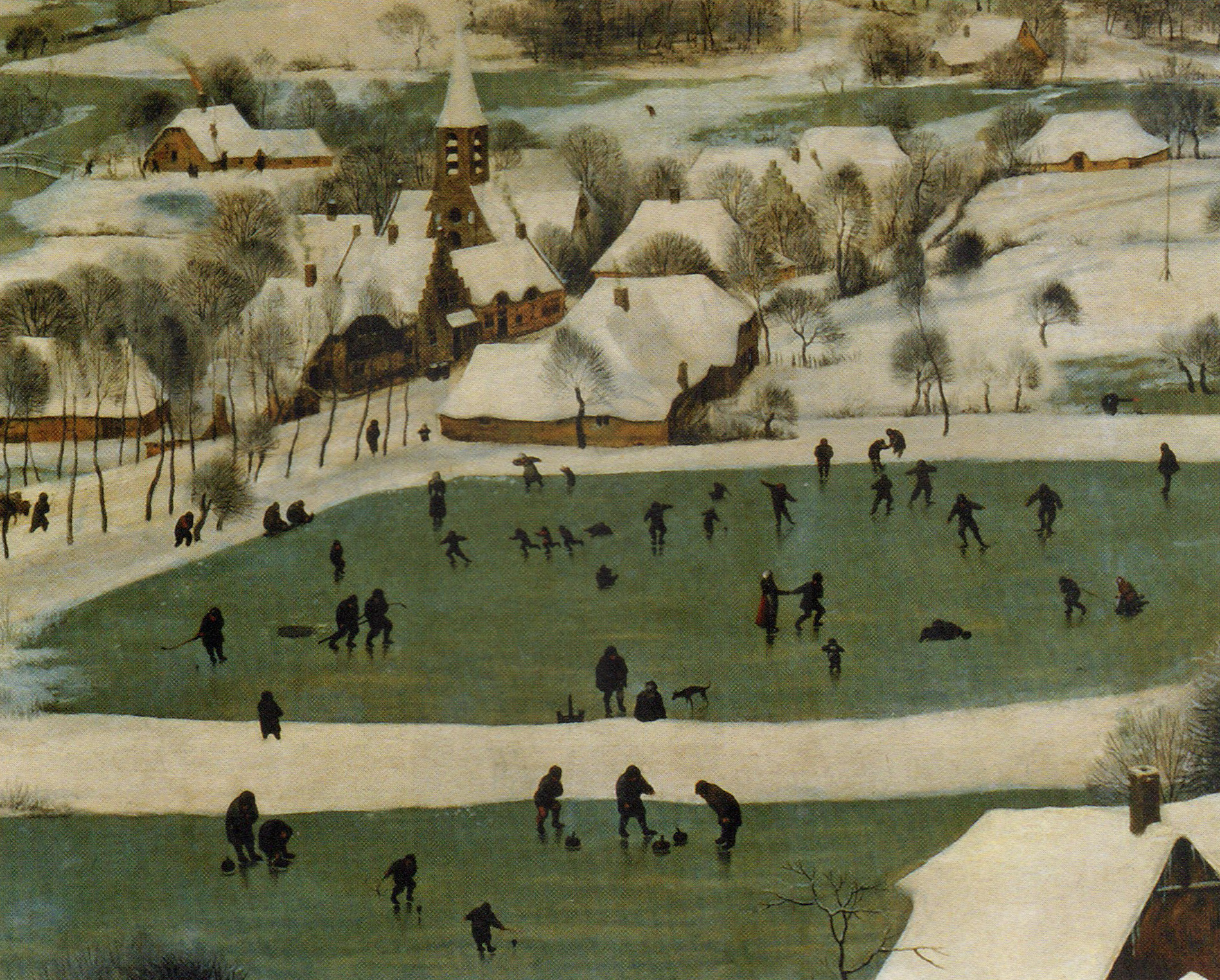
Détail du Cycle des mois : Les chasseurs dans la neige (janvier), de Pieter Brueghel l'Ancien, 1565, où l'on distingue diverses activités sportives et ludiques sur la glace.

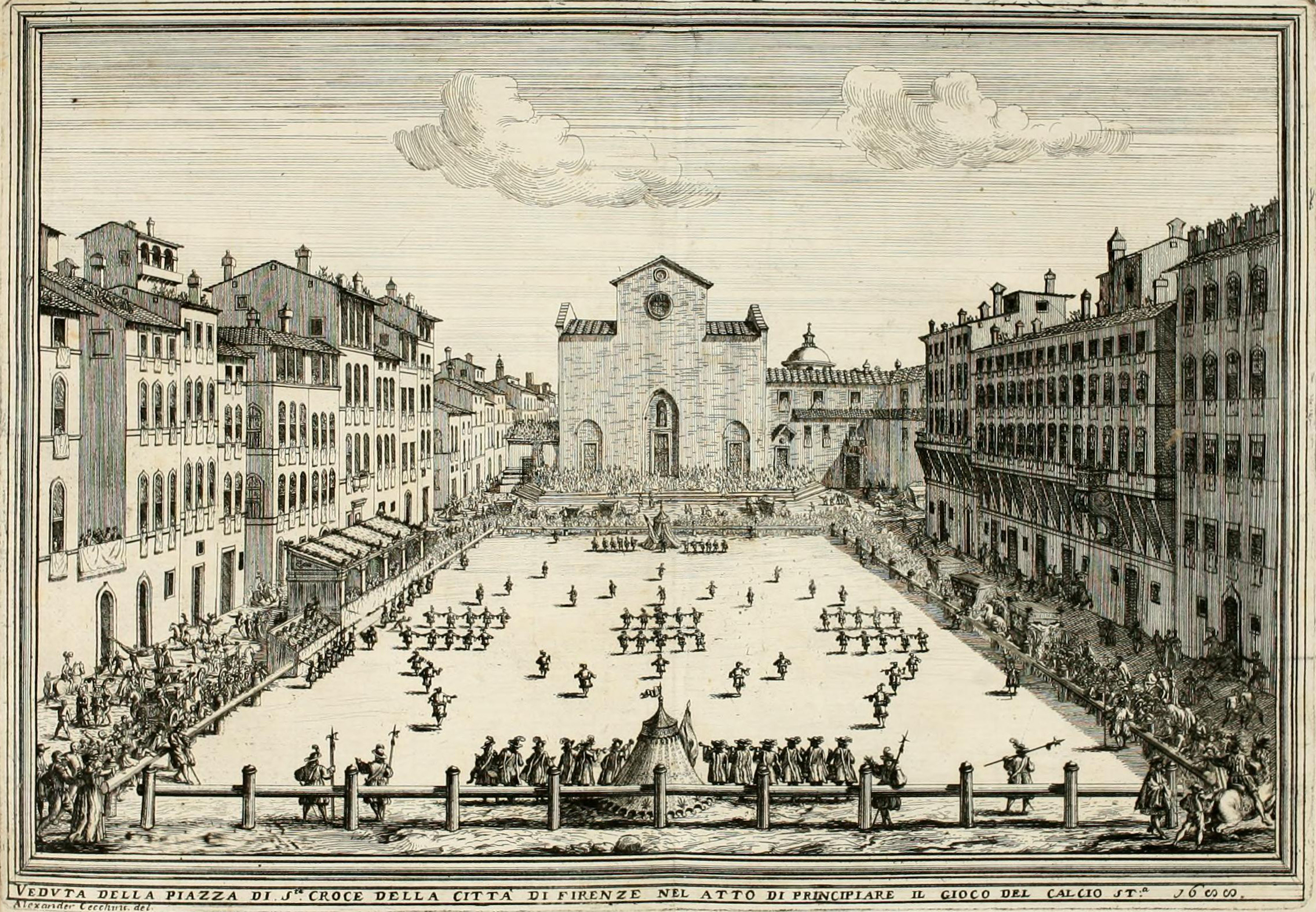
Calcio florentin, joué sur la place Santa Croce de Florence, Italie (en Italie, de nos jours, le « calcio » est le football). Pietro di Lorenzo Bini (ed.), Memorie del calcio fiorentino tratte da diverse scritture e dedicate all'altezze serenissime di Ferdinando Principe di Toscana e Violante Beatrice di Baviera, 1688.

Le sport est l'une des pierres d'angle de l'éducation humaniste du XVIe siècle. Les Anciens mettaient déjà sur le même plan éducation physique et intellectuelle. Pythagore était un brillant philosophe qui fut également champion de lutte puis entraîneur du grand champion Milon de Crotone. La Renaissance redécouvre les vertus éducatives du sport et, de Montaigne à Rabelais en passant par Girolamo Mercuriale, tous les auteurs à la base du mouvement humaniste intègrent le sport dans l'éducation (relire par exemple Gargantua). Chaque époque a eu son « sport-roi ». L'Antiquité fut ainsi l'âge d'or de la course de chars. Pendant plus d'un millénaire, les auriges, cochers des chars de course, étaient des « stars » adulées par les foules dans tout l'Empire romain. Le tournoi, qui consiste à livrer une véritable bataille de chevaliers, mais « sans haine », fut l'activité à la mode en Occident entre le XIe et le XIIIe siècle (il ne faut pas confondre le tournoi et la joute équestre, version très allégée du tournoi). La violence du tournoi cause sa perte, d'autant que le jeu de paume s'impose dès le XIIIe siècle et jusqu'au XVIIe siècle comme le sport roi en Occident. Ce jeu de raquettes embrase Paris, la France puis le reste du monde occidental. Le XVIIIe siècle voit le déclin du jeu de paume et l'arrivée, ou plutôt le retour, des courses hippiques qui s'imposent comme le sport roi des XVIIIe et XIXe siècles. La succession des courses hippiques fut âprement disputée car le nombre des sports structurés augmente spectaculairement dès la fin du XIXe siècle. Le football devient ensuite et reste encore aujourd'hui (2018) l'incontestable sport « numéro un » sur la planète.

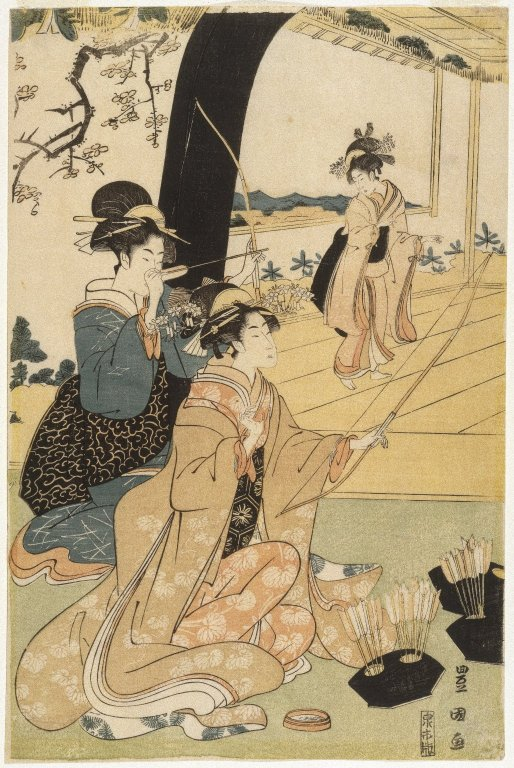
Jeune samouraï et femmes pratiquant le tir à l'arc (moitié d'un diptyque), Utagawa Toyokuni, Japon, entre 1798 et 1802.

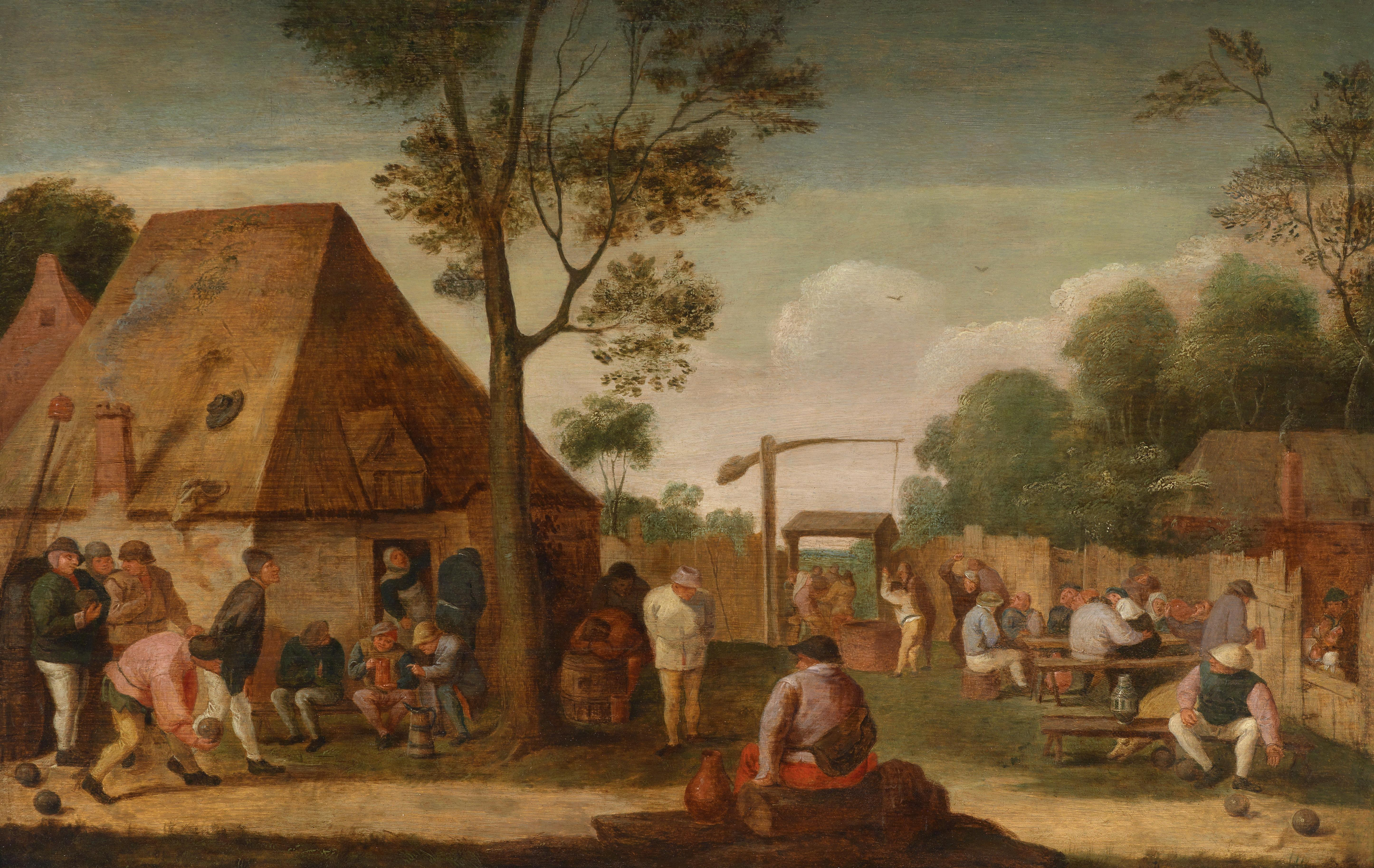
Des joueurs de pétanque, entourage d'Adriaen Brouwer, XVIIe siècle.

Au-delà de ce tableau général coexistent des nuances régionales parfois très marquées. Ainsi, le football tient une place secondaire dans les pays de l'ancien empire britannique. En revanche, il cultive les autres sports que soutenait jadis la bonne société anglaise, du tennis au hockey sur gazon en passant par le rugby et le cricket. Le cricket a ainsi le statut national dans des pays comme l'Inde ou le Pakistan. De même, l'Amérique du Nord a donné naissance à plusieurs sports, le hockey sur glace et le basket-ball au Canada, le baseball et le football américain aux États-Unis, parvenant ainsi à échapper à la vague du football (appelé soccer en Amérique du Nord). En France, le sport roi de la fin du XIXe siècle est le cyclisme qui garde la palme jusqu'au triomphe du football, entre les deux guerres mondiales. Le rugby n'est pas parvenu à mettre fin à la domination de ces deux sports, freiné par une implantation trop régionale.

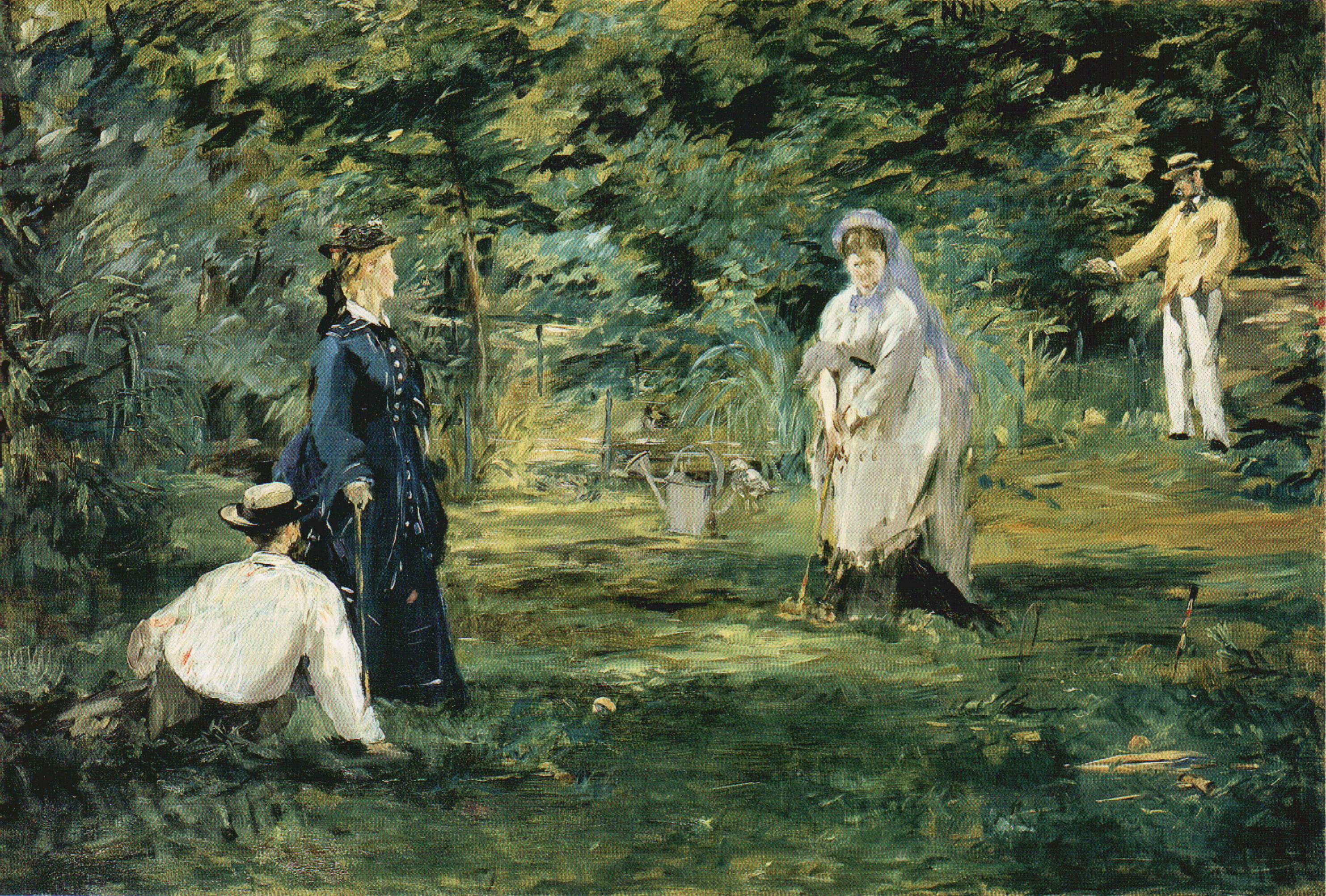
La partie de croquet, Édouard Manet, 1873.

La puissance du mouvement sportif est aujourd'hui considérable, il est une des composantes de la mondialisation. Une fédération internationale comme la FIFA a la capacité de modifier les règlements et d'exiger sa mise en application à la planète entière. Certains ont donc pu estimer que le sport proposerait ainsi un premier modèle de mondialisation réelle.
À l'inverse de cette structure centralisée, notons l'existence d'un mouvement sportif plus indépendant, notamment aux États-Unis. La NBA a des règles particulières distinctes de celles de la Fédération internationale de basket-ball, sauf pour les Jeux olympiques pour lesquels c'est la FIBA qui est chargée des épreuves. Le baseball américain illustre encore plus fortement cette décentralisation : les deux ligues qui s'affrontent pour le trophée des World Series - Ligue américaine et Ligue nationale - ne suivent pas les mêmes règles du jeu.

## Typologie: les disciplines sportives

### Classification ordinaire
La liste suivante regroupe les sports les plus connus, classés par catégories usuelles. D'autres sports pourraient compléter cette liste. Certains sports peuvent appartenir à plusieurs catégories. La présence des catégories « sports mécaniques » et, plus récemment, « sports cérébraux » dans cette liste, longtemps contestée, se justifie par les qualités communes aux sports physiques qu'ils demandent, pratiqués à haut niveau de compétition, comme en particulier la concentration ou l'endurance.
La plupart de ces sports ont leur équivalent pour les personnes handicapées : les handisports.
| Athlétisme - Marche - Course à pied - Course d'obstacles - Course de haies - Steeple - Course à obstacles - Course de relais - Sprint - Demi-fond - Course de fond - Cross-country - Marathon - Trail - Course en montagne - Skyrunning - Ultrafond - Ultra-trail - Lancers - Lancer du disque - Lancer du javelot - Lancer du marteau - Lancer du poids - Sauts - Saut en longueur - Saut en hauteur - Saut à la perche - Triple saut - Épreuves combinées - Décathlon - Heptathlon - Pentathlon Sports collectifs - Arena football (en) - Balai-ballon sur glace - Balle au tambourin - Ballon au poing - Bandy - Baseball - Basket-ball - Basket-ball à trois - Beach Handball - Beach Volley - Beach Soccer - Beach Ultimate - Bouzkachi - Calcio florentin - Camogie - Cricket - Crosse - Crosse ancienne - Cycle-ball - Dodgeball - Double Disc Court - Fistball - Flag football - Floorball - Foot à 5 - Football - Football américain - Football australien - Football canadien - Football gaélique - Football de règles internationales - Football universel - Futsal - Jorkyball - Handball - Hockey en salle - Hockey subaquatique - Hockey sur gazon - Hockey sur glace - Horse-ball - Hurling - Kabaddi - Kayak-polo - Kin-ball - Korfbal - Longue paume - Moto-ball - Netball - Paintball - Pelota P'urhépecha - Pelote basque - Pesäpallo - Plumfoot - Polo - Rafroball - Ringuette - Rink hockey - Roller derby - Roller in line hockey - Rollersoccer - Rounders - Rugby à sept - Rugby à XV - Rugby à XIII - Sepak Takraw - Shinty - Slamball - Softball - Stoolball - Street-hockey - Tchoukball - Touch rugby - Town ball - Ultimate - Vigoro - Volley-ball - Volata - Water-polo Sports de force - Bras de fer - Bodybuilding - Force basque - Girevoy - Haltérophilie - Highland Games - Powerlifting - Tir à la corde | Sports mécaniques - Compétition automobile - WEC - Karting - NASCAR - DTM - WRC (Rallye) - Formule 1 - Formule 2 - Formule 3 - Formule 4 - Formule E - Course de côte - Rallye-raid - WTCC - Indy Racing League - Fol'Car - Drift - Autocross - Rallycross - Course de camions - Dragster - Compétition motocycliste - Endurance moto - Enduro - Freestyle motocross - Motocross - Supermotard - Trial - Speedway - Stunt - Supercross - Vitesse moto - Compétition aéronautique - Moto-ball - Motonautisme - Motoneige Sports de raquette - Badminton - Beach tennis - Jeu de paume - Padel - Peloc - Pelote basque - Racketlon - Racquetball - Soft tennis - Speed Badminton - Speed-ball - Squash - Tennis - Tennis de table Sports avec animaux - Agility - Cani-cross - Corrida - Courses de lévriers - Course de chameaux - Course de chars - Course de traîneaux - Rodéo - Sport hippique - Sports équestres - Amazone - Attelage - Attelage de tradition - Concours complet - Doma Vaquera - Dressage - Endurance - Équitation Camargue - Équitation islandaise - Équitation Western - Horse-ball - Hunter - Oulak - Polo - Polocrosse - Pony games - Rodéo chilien - Saut d'obstacles - Ski joëring - TREC - Voltige en Cercle Sports anciens - Barres - Calcio florentin - Course de chars - Crosse ancienne - Harpastum - Jeu de mail - Longue paume - Pancrace - Pentathlon antique - Pugilat - Soule - Stoolball - Town ball - Volata Sports gymniques et artistiques - Aérobic - Bodybuilding - Cheerleading - Claquettes (tap dance) - Corde à sauter - Double dutch - Cyclisme artistique - Danse sportive - Breakdance - Fitness - Gymnastique - Gymnastique acrobatique - Gymnastique aérobique - Gymnastique artistique - Gymnastique rythmique - Parkour - Trampoline - Tumbling - Majorette - Natation synchronisée - Patinage artistique - Danse sur glace - Patinage synchronisé - Plongeon - Pole dance - Twirling bâton | Cyclisme - BMX - BMX freestyle - BMX Supercross - Cyclisme en salle - Cyclisme artistique - Cycle-ball - Cyclisme sur piste - Cyclisme sur route - Ultracyclisme - Cyclo-cross - Cyclotourisme - Trial - Vélo tout terrain Arts martiaux - Aïkibudo - Aïkido - Bando et Banshay - Capoeira - Hapkido - Jeet kune do - Ju-jitsu (jujutsu) - Jiu-jitsu brésilien - Judo - Kalarippayatt - Karaté - Kendo - Kobudo - Krabi krabong - Muay-boran - Ninjutsu - Sumo - Taekwondo - Tai-chi-chuan - Unifight - Viet vo dao - Vovinam Việt Võ Đạo - Wushu (Kung Fu) - Wadō-ryū Sports de combat - Boxe - Boxe américaine (Full-contact) - Boxe anglaise - Boxe birmane (Lethwei) - Boxe française (Savate) - Boxe thaïlandaise - Kick-boxing américain - Kick-boxing japonais (K1) - Canne et Bâton de combat - Escrime - Lutte - Brancaille - Catch - Grappling - Gouren (Lutte bretonne) - Lutte gréco-romaine - Lutte libre - Lutte sénégalaise - Lutte mongole - Lutte turque - Naban (Lutte birmane) - Schwingen (Lutte Suisse) - Ssirum - Sambo - Mixed martial art (MMA) - Krav-maga - Sport chanbara - Unifight Sports de glace - Bandy - Bobsleigh - Curling - Eisstock - Hockey sur glace - Luge - Patinage - Patinage artistique - Danse sur glace - Patinage synchronisé - Patinage de vitesse - Short-track - Ringuette - Skeleton Sports de plein air et de nature - Alpinisme - Bloc (escalade) - Canyonisme - Course d'orientation - Cyclotourisme - Descente en rappel - Escalade glaciaire - Escalade sportive - Grimpe d'arbres - Jogging - Marche nordique - Pêche sportive - Raid nature - Randonnée pédestre - Slackline - Spéléologie - Ultra-trail Sports aériens - Aéromodélisme - Aérostation - Base jump - Cerf-volant - Deltaplane - Parachutisme - Parapente - ULM - Vol libre - Vol à voile - Voltige aérienne Épreuves combinées - Triathlon - Duathlon - Aquathlon - Aquabike - Cross triathlon - Triathlon d'hiver - Pentathlon moderne - Combiné nordique - Biathlon - Racketlon - Micronesian all around - Unifight | Sports de précision - Airsoft - Ball-trap - Billards - Billard français - Billard américain - Billard anglais - Snooker - Boule bretonne - Boule de fort - Boulingrin - Boomerang - Bowling - Croquet - Curling - Eisstock - Fléchettes - Golf - Jukskei - Minigolf - Paintball - Jeux de palets - Pétanque - Quilles de neuf - Sarbacane sportive - Sport boule (boule lyonnaise) - Tir - Tir à l'arc Sports nautiques - Aquabiking - Aquagym - Apnée - Aviron - Aviron de mer - Aviron Indoor (it) - Barque de Sauvetage - Bateau-dragon - Canoë-kayak - Chasse sous-marine - Dragon Boat - Hockey subaquatique - Motomarine - Joutes nautiques - Kayak-polo - Kitesurf - Nage avec palmes - Nage en eau libre - Nage en eau vive - Motonautisme - Natation - Natation synchronisée - Pêche sportive - Planche à voile - Plongée sous-marine - Plongeon - Rafting - Rugby subaquatique - Ski nautique - Surf - Voile - Water-polo - Wakeboard - Wakesurf Sports de glisse - Ski - Biathlon - Combiné nordique - Saut à ski - Snowboard - Ski alpin - Ski de randonnée - Ski acrobatique - Ski freestyle - Ski freeride - Ski de fond - Ski de vitesse - Ski extrême - Ski télémark - Nouveaux sports de glisse - Bodyboard - Freeboard - Kayak Surf - Kiteski - Kitesnow - Kitesurf - Mountainboard - Roller - Skateboard - Snowboard - Speed-riding - Streetboard - Surf - Voile sur glace - Longskate - Trottinette Freestyle Sports cérébraux - Belote - Bridge - Dames - Échecs - Go - Poker - Scrabble (marque déposée) - Échecs chinois Autres sports - Air hockey - Baby-foot - Char à voile - Culturisme - Footbag - Main à main - Speedcubing - Sport stacking - Sport électronique - Tricking - Yoga |

### Classification en référence aux Jeux olympiques
Les Jeux olympiques sont une compétition internationale qui regroupe une sélection de disciplines sportives. Ainsi, il est possible de classer les sports entre ceux qui sont inscrits aux Jeux olympiques, dits « Sports olympiques » et ceux qui le sont pas.
Un sport ne peut être olympique que s'il fait partie d'une fédération internationale reconnue par le Comité international olympique (c'est-à-dire qui répond à de multiples critères de sélection très stricts). Celles-ci sont alors divisées en trois groupes :
- les fédérations internationales parmi lesquelles au moins un des sports dont elles ont la gouvernance se trouve inscrit au programme des jeux olympiques d'été (ASOIF, Association of Summer Olympic International Federations) ;
- les fédérations internationales parmi lesquelles au moins un des sports dont elles ont la gouvernance se trouve inscrit au programme des jeux olympiques d'hiver (AIOWF, Association of International Olympic Winter Sports Federations) ;
- les fédérations internationales reconnues par le Comité international olympique n'ayant actuellement aucun des sports dont elles ont la gouvernance aux programme des jeux (ARISF, Association of IOC Recognised International Sports Federations).

Les sports olympiques actuels furent tous inclus au programme des jeux à un moment spécifique de l’histoire, au cours d'une décision commune prise entre le CIO et les fédérations internationales. Une fois qu'un sport a été désigné comme sport olympique, il ne peut plus être retiré des programmes des jeux (mais le nombre d'épreuves qui composent ce sport peut être revu à chaque édition des jeux), sauf si la fédération internationale qui dirige ce sport est radiée de la liste ASOIF ou AIOWF auquel cas tous les sports qui dépendent d'elle sont radiés du programme (comme ce fut le cas après les jeux de Pékin en 2008 pour la fédération de baseball-softball, la WBSC).
D'autres sports peuvent devenir olympiques à l'avenir sous trois conditions :
- soit le CIO décide d'augmenter le nombre d'épreuves pour l'une des éditions, et un nouveau sport est proposé par une fédération afin d'occuper un certain nombre de ses épreuves (rentrant ainsi en concurrence avec les sports olympiques dont les fédérations internationales souhaitent inscrire plus d'épreuves aux jeux) ;
- soit le CIO décide de radier une fédération des listes ASOIF ou AIOWF et propose à d'autres fédérations de proposer de nouveaux sports à la place ;
- à partir des jeux de Tokyo en 2020, le CIO propose pour toutes les futures éditions des jeux d'été que des sports additionnels soient rajoutés au programme juste pour le temps de l'olympiade à venir, le tout au choix de la ville organisatrice. Un sport peut ainsi devenir olympique le temps d'une édition des jeux (où plusieurs si la fédération gouvernant ce sport parvient à la placer dans différents futurs jeux).

Si la candidature d'un nouveau sport d'une fédération ARISF est acceptée, la fédération internationale en question prend aussitôt le statut de ASOIF ou AIOWF, même si cette dernière n'a pas pu imposer aux jeux tous les sports dont elle a la gouvernance (dans le cas des fédérations contrôlant plusieurs sports différents). Une fédération déjà ASOIF ou AIOWF qui disposerait de sports non olympiques sous sa gouvernance peut également poser leur candidature pour de futurs jeux.
Le tableau ci-dessous présente par ordre alphabétique les sports olympiques et les sports non olympiques par fédérations reconnues par le CIO.
|                                                                                   | Liste des sports par fédérations |
| --------------------------------------------------------------------------------- | --- |
| Sports olympiques d'été actuels et leurs fédérations respectives (ASOIF)          | - IAAF : Athlétisme (sport olympique depuis 1896) - FISA : Aviron (sport olympique depuis 1900) - BWF : Badminton (sport olympique depuis 1992) - FIBA : Basket-ball (sport olympique depuis 1936) - FIBA : Basket-ball 3x3 (sport olympique à partir de 2020) - FIVB : Beach-volley (sport olympique depuis 1996) - UCI : BMX freestyle (sport olympique à partir de 2020) - UCI : BMX Supercross (sport olympique depuis 2008) - AIBA : Boxe anglaise (sport olympique entre 1904 et 1908, puis depuis 1920) - ICF : Canoë-kayak (Course en ligne) (sport olympique depuis 1936) - ICF : Canoë-kayak (Slalom) (sport olympique en 1972, puis depuis 1992) - UCI : Cyclisme sur route (sport olympique en 1896, puis depuis 1912) - UCI : Cyclisme sur piste (sport olympique de 1896 à 1908, puis depuis 1920) - FEI : Concours complet d'équitation (sport olympique depuis 1912) - FEI : Dressage (sport équestre) (sport olympique depuis 1912) - FIE : Escrime (sport olympique depuis 1896) - FIFA : Football (sport olympique de 1900 à 1928, puis depuis 1936) - IGF : Golf (sport olympique de 1900 à 1904, puis depuis 2016) - FIG : Gymnastique artistique (sport olympique depuis 1896) - FIG : Gymnastique rythmique (sport olympique depuis 1984) - IWF : Haltérophilie (sport olympique en 1896, en 1904, puis depuis 1920) - IHF : Handball (sport olympique depuis 1972) - FIH : Hockey sur gazon (sport olympique en 1908, en 1920, puis depuis 1928) - IJF : Judo (sport olympique en 1964, puis depuis 1972) - FILA : Lutte gréco-romaine (sport olympique en 1896, puis depuis 1908) - FILA : Lutte libre (sport olympique de 1904 à 1908, puis depuis 1920) - FINA : Nage en eau libre (sport olympique depuis 2008) - FINA : Natation sportive (sport olympique depuis 1896) - FINA : Natation synchronisée (sport olympique depuis 1984) - UIPM : Pentathlon moderne (sport olympique depuis 1912) - FINA : Plongeon (sport olympique depuis 1904) - WR : Rugby à sept (sport olympique depuis 2016) - FEI : Saut d'obstacles (sport équestre) (sport olympique depuis 1912) - WT : Taekwondo (sport olympique depuis 2000) - ITF : Tennis (sport olympique de 1896 à 1924, puis depuis 1988) - ITTF : Tennis de table (sport olympique depuis 1988) - WA : Tir à l'arc (sport olympique de 1900 à 1904, puis en 1908, puis en 1920, puis depuis 1972) - ISSF : Tir sportif (sport olympique de 1896 à 1900, puis de 1908 à 1924, puis depuis 1932) - FIG : Trampoline (sport olympique depuis 2000) - ITU : Triathlon (sport olympique depuis 2000) - ISAF : Voile (sport olympique en 1900, puis depuis 1908) - FIVB : Volley-ball (sport olympique depuis 1964) - UCI : VTT (sport olympique depuis 1996) - FINA : Water-polo (sport olympique en 1900, puis depuis 1908) |
| Sports olympiques d'hiver actuels et leurs fédérations respectives (AIOWF)        | - IBU : Biathlon (sport olympique depuis 1960) - FIBT : Bobsleigh (sport olympique de 1924 à 1956, puis depuis 1964) - FIS : Combiné nordique (sport olympique depuis 1924) - WCF : Curling (sport olympique en 1924, puis depuis 1998) - IIHF : Hockey sur glace (sport olympique depuis 1920) - FIL : Luge de course (sport olympique depuis 1964) - ISU : Patinage artistique (sport olympique en 1908, puis depuis 1920) - ISU : Patinage de vitesse (sport olympique depuis 1924) - ISU : Short-track (sport olympique depuis 1992) - FIS : Saut à ski (sport olympique depuis 1924) - FIBT : Skeleton (sport olympique en 1928, puis en 1948, puis depuis 2002) - FIS : Ski acrobatique (sport olympique depuis 1992) - FIS : Ski alpin (sport olympique depuis 1936) - FIS : Ski de fond (sport olympique depuis 1924) - FIS : Snowboard (sport olympique depuis 1998) |
| Sports anciennement où provisoirement olympiques et leurs fédérations respectives | - WBSF : Baseball (sport olympique de 1992 à 2008 puis sport olympique provisoire en 2020) - IFSC : Escalade (sport olympique provisoire à partir de 2020 et jusqu'en 2024) - ICC : Cricket (sport olympique en 1900) - WCF (en) : Croquet (sport olympique en 1900, sport dont la fédération internationale n'est plus reconnue par le CIO) - FIL : Crosse (sport olympique de 1904 à 1908) - IHF : Handball à onze (sport olympique en 1936, sport disparu au sein de l'IHF et remplacé par l'actuel Handball) - Jeu de paume (sport olympique en 1908, sport ne disposant pas aujourd'hui de fédération internationale pour l'encadrer, et donc non reconnu par le CIO) - Jeu de raquettes (sport olympique en 1908, sport ne disposant pas aujourd'hui de fédération internationale pour l'encadrer, et donc non reconnu par le CIO) - WKF : Karaté (sport olympique provisoire en 2020) - UIM : Motonautisme (sport olympique en 1908) - IBU : Patrouille militaire (sport olympique en 1924, sport disparu au sein de l'IBU et remplacé par l'actuel Biathlon) - FIPV : Pelote basque (sport olympique en 1900) - FIP : Polo (sport olympique en 1900, puis en 1908, puis de 1920 à 1924 et en 1936) - Roque (sport olympique en 1904, sport ne disposant pas aujourd'hui de fédération internationale pour l'encadrer, et donc non reconnu par le CIO) - WR : Rugby à XV (sport olympique en 1900, en 1908 et de 1920 à 1924) - WS : Skateboard (sport olympique provisoire à partir de 2020 et jusqu'en 2024) - WBSF : Softball (sport olympique de 1996 à 2008 puis sport olympique provisoire en 2020) - ISA : Surf (sport olympique provisoire à partir de 2020 et jusqu'en 2024) - TWIF : Tir à la corde (sport olympique de 1900 à 1920) - FEI : Voltige en cercle (sport équestre) (sport olympique en 1920) |
| Sports non olympiques « reconnus » par le CIO                                     | Sports aériens, alpinisme, sports automobile, bandy, baseball & softball, billard (français, américain, anglais & snooker), sports boules (pétanque, boule lyonnaise & raffa volo), bowling, bridge, cheerleading, course d'orientation, cricket, crosse, danse sportive, sports de disque-volant, échecs, escalade sportive, eisstock, football américain, floorball, karaté, kickboxing, korfball, motocyclisme, motonautisme, muay thai, netball, pelote basque, polo, racquetball, sports roller, sambo, sauvetage sportif, ski de montagne, ski nautique & wakeboard, sports sous-marins, squash, sumo, surf, tir à la corde, wushu. |

Nombre de fédérations ne sollicitent pas la reconnaissance du CIO (sport automobile, notamment) tandis que d'autres sont en phase de reconnaissance par le CIO.

## Physiologie et santé
La pratique équilibrée d'un sport aide à se maintenir en bonne santé physique et mentale. En revanche, le surmenage sportif et l'absence totale d'exercice physique sont nocifs pour la santé.
La pratique du sport régulier maintient notre organisme en bonne santé, réduit le stress et augmente la capacité de réflexion.

### Entraînement, compétition, récupération

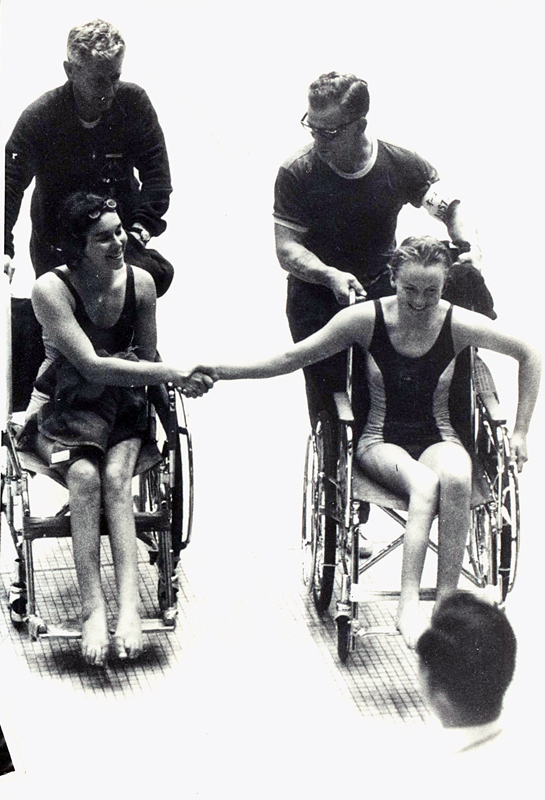
Les athlètes Daphne Ceeney (Hilton) et Elizabeth Edmondson de l'équipe paralympique australienne après qu'Edmondson a gagné une médaille d'or et Ceeney une médaille d'argent en natation aux Jeux Paralympiques de Tokyo en 1964.

La pratique d'un sport se décompose en trois types d'activités : l'entraînement sportif, la compétition et la récupération.
L'entraînement a pour objectif de former et d'entraîner le pratiquant pour que ses performances augmentent. Pour être bénéfique, l'entraînement doit être réparti sur une succession de séances régulières, progressives et complémentaires les unes aux autres.
La compétition a pour objectif de mesurer les sportifs entre eux et de récompenser les meilleurs. Pour de nombreux sportifs, la compétition est le moment le plus fort et le plus agréable de la pratique du sport.
Enfin, la pratique d'un sport comprend des phases de récupération et de détente. L'objectif de ces séances est de laisser au corps de l'athlète le temps et le repos nécessaire pour qu'il se remette en état de produire les meilleurs efforts.

### Compétences des sportifs
Chaque discipline fait appel à des compétences sportives particulières.
L'équilibre, la force, la motricité, la vitesse, l'endurance, la concentration, le réflexe, la dextérité sont les compétences les plus connues. Certaines disciplines font plutôt appel à une seule compétence alors que d'autres font appel à un éventail de plusieurs compétences. Hormis les compétences sportives, il existe des facteurs physiques déterminants de la performance sportive, ces facteurs sont la force, la vitesse, l'endurance, la souplesse et la coordination des unités motrices (intra et intermusculaire+proprioception).
Le succès dans une discipline dépend de la capacité du sportif à exécuter un geste précis. Certaines disciplines consistent à exécuter le geste le plus précis possible en disposant de tout le temps nécessaire à la préparation du geste. Le tir à l'arc est un exemple de ce type de disciplines. D'autres disciplines laissent peu de temps de préparation et le sportif doit ici exécuter son geste de manière spontanée. Le karaté est exemple de ce type de disciplines.

### Bienfaits physiologiques et psychologiques
La pratique d'un sport fait travailler le système cardio-respiratoire et différents muscles. Elle permet de brûler des calories et donc de prévenir de l'obésité (prévention de l'obésité). Elle incite à avoir une alimentation correcte (alimentation du sportif). Elle facilite l'évacuation de la tension nerveuse accumulée dans la journée (ex : stress chez l'humain). Elle permet la découverte du corps[C'est-à-dire ?] et de ses limites. Elle facilite l'acquisition du sens de l'équilibre, soit dans des situations prévues (exercices de gymnastique), soit dans des situations imprévues (jeux de ballon, sports de combat). Il permet aussi au pratiquant de construire une méthodologie du travail, réutilisable pour d'autres disciplines.
Il est recommandé de pratiquer un sport d’intensité moyenne ou, plus simplement, d’exercer une activité physique pendant un temps allant de 50 min à 1 h 30 min si l'on veut avoir un effet sur le maintien ou l'abaissement de son poids, au moins trois fois/semaine. Une étude de l'ANSES en 2020 révèle que « 95% de la population française adulte est exposée à un risque de détérioration de la santé par manque d’activité physique ou un temps trop long passé assis ». Toujours selon cette enquête, 5% des adultes en France ont une activité physique suffisante pour protéger leur santé : les femmes sont plus exposées que les hommes à un manque d’activité physique. Plus d’un tiers des adultes français cumule un haut niveau de sédentarité et une activité physique insuffisante : en conséquence, ils sont plus exposés au risque d’hypertension ou d’obésité et ont un taux de mortalité et de morbidité plus élevés causés par des maladies cardiovasculaires et certains cancers.
La marche est l'activité physique la plus pratiquée par un très grand nombre d'adultes et de personnes âgées.
Une grande étude taïwanaise publiée en 2011 dans le journal médical The Lancet, a montré qu'une activité physique modérée de quinze minutes par jour ou quatre-vingt-dix minutes par semaine pouvait diminuer la mortalité globale de 14 % contribuant ainsi à une augmentation de l'espérance de vie de trois ans.
Le sport donne lieu à la manifestation d'émotions intenses, souvent surmédiatisées. Elles effacent un corps contraint, policé par les heures d'entraînement. Ces émotions se déclenchent lors des confrontations ou des résultats de l'action. Il est exigé du sportif qu'il évacue les émotions dites négatives, tandis qu'il doit vivre à l'excès, en communion avec le public, les émotions dites positives. Cependant cette vision binaire rend difficile la compréhension des émotions humaines. L'univers sportif dilate les enjeux et l'émotion devient si forte qu'elle sort du corps, par effraction en quelque sorte. Au sortir de l'exercice solitaire et fort, elle restaure le lien social, par elle le héros ou l'héroïne retrouve une place dans la société. La pratique intensive du sport induit une difficulté permanente à exprimer ses émotions, une alexithymie, et ces moments sont les seuls prévus pour se libérer et, les mots manquants, le corps surjoue les expressions. Mais bien vite, le star-système impose sa loi, et exige de revenir à des manifestations codifiées, alors qu'il serait plus bénéfique pour tout le monde d'aider la personne à déchiffrer ses émotions.

### Risques physiques et prévention
La pratique du sport présente des risques, en salle et bien plus à l'extérieur, en milieu naturel et notamment en montagne « où les pratiquants les plus expérimentés sont ceux qui subissent les accidents les plus graves ». Tout sportif peut se blesser en faisant une chute ou un faux mouvement (entorse, élongation musculaire, claquage, fracture osseuse, traumatisme crânien) ou en recevant un coup (sports de combat...). Il peut être victime d'un accident cardiovasculaire (du type infarctus du myocarde) et d'accidents liés à la vitesse (sports mécaniques et de glisse) et aux chutes de grande hauteur (escalade)...
Certains sports présentent des risques plus élevés d'accidents corporels graves (traumatisme crânien, noyade), et leur pratique est interdite sans équipement de protection (ex : gilet de sauvetage pour le canoë ou la motomarine, casque pour la descente en VTT, harnachement protecteur pour le gardien de hockey sur glace...). Certains sports dits « extrêmes » présentent même de tels risques d'accidents mortels que leur pratique en est interdite. Une activité sportive, des compétitions ou des entrainements trop intenses et/ou trop fréquents sont source de blessures graves pouvant contraindre le sportif à s'arrêter, parfois avec des séquelles à vie.
La pratique sportive doit préventivement être adaptée à l'âge en tenant notamment compte des risques spécifiques pour les personnes âgées, mais aussi pour les enfants qui ne sont pas épargnés, au point que les accidents sportifs de l'enfant sont devenus un réel problème de santé publique. Ainsi, en Suisse, au début des années 2000 « la traumatologie aiguë liée au sport représente un quart de tous les accidents d'enfants et d'adolescents »), et « près d’un tiers des traumatismes traités aux urgences ». Elle doit aussi être adaptée au handicap éventuel, à la santé du pratiquant, ainsi qu'à son état de fatigue lors de la pratique (dont pour éviter la fracture de fatigue). Une personne peut être marquée à vie par une activité sportive trop intense dans son enfance. La gymnastique artistique et de haut niveau est l'un des exemples d'une discipline où de jeunes sportifs sont soumis à des exercices dangereux pour leur santé (ex : « Certaines activités telles que la gymnastique à haut niveau sont responsables de lésions chez plus de 50 % des pratiquants par année », principalement au niveau de la colonne vertébrale et des poignets).
Les statistiques sont biaisées par le fait qu'elles proviennent presque toutes de rapports d'interventions de secours et/ou d'entrées aux urgences hospitalières, alors qu'« une partie non négligeable des accidents n'occasionnant pas de prise en charge par des services spécialisés ». À titre d'exemple, en France métropolitaine, en 2010, 246 personnes sont mortes directement et immédiatement des suites traumatiques d'une pratique sportive. « Les sports de montagne ont été les plus meurtriers (99 décès) suivis des sports nautiques et aquatiques (50), de la chasse (27), de la pratique aérienne (23 dont 22 ULM), des sports mécaniques (23) et des sports de vol libre (20 dont dix en parapente et cinq en planeur) ». Des effets de genre et de saisonnalité sont constatés : parmi les victimes, « les hommes étaient sept fois plus nombreux que les femmes. Les périodes les plus meurtrières étaient l'été et l'hiver (...) Dans de nombreux cas, les accidents se produisent sur des passages a priori peu exigeants sur le plan technique. Ce constat n'épargne ni les amateurs, ni les professionnels ». Les auteurs précisent que cette statistique sous-estime la réalité, car ne comprenant pas certains sports tels que l'équitation, la pêche sportive et dans la nature. 
Ces statistiques prennent également très mal en compte la« mort subite du sportif », qui touche entre 600 et 1200 sportifs chaque année en France,,, précisent les auteurs). Les accidents sont souvent liés à des prises de risques (ski hors piste ou randonnée hors-sentier) avec des observations parfois contre-intuitives « comme le fait que les accidents en montagne concernent davantage des sportifs confirmés que des novices ».
La meilleure prévention contre les accidents est de pratiquer un sport dans les règles de l'art qui lui sont applicables : apprentissage des gestes techniques et des bonnes pratiques de sécurité, échauffement et entraînements réguliers ; port de protections recommandées, alimentation adaptée avant, pendant et après l'effort, respect des temps récupération ; respect des interdictions liées aux conditions météorologiques, pratique en groupe, etc. La visite médicale annuelle en début de saison est recommandée, de même que le refus de poursuivre un effort qui semble trop difficile à supporter.
Des pratiques sportives de compensation (ergomotricité) sont recommandées « pour répondre aux difficultés de la relation corps-travail », contre les accidents du travail,.

### Le dopage

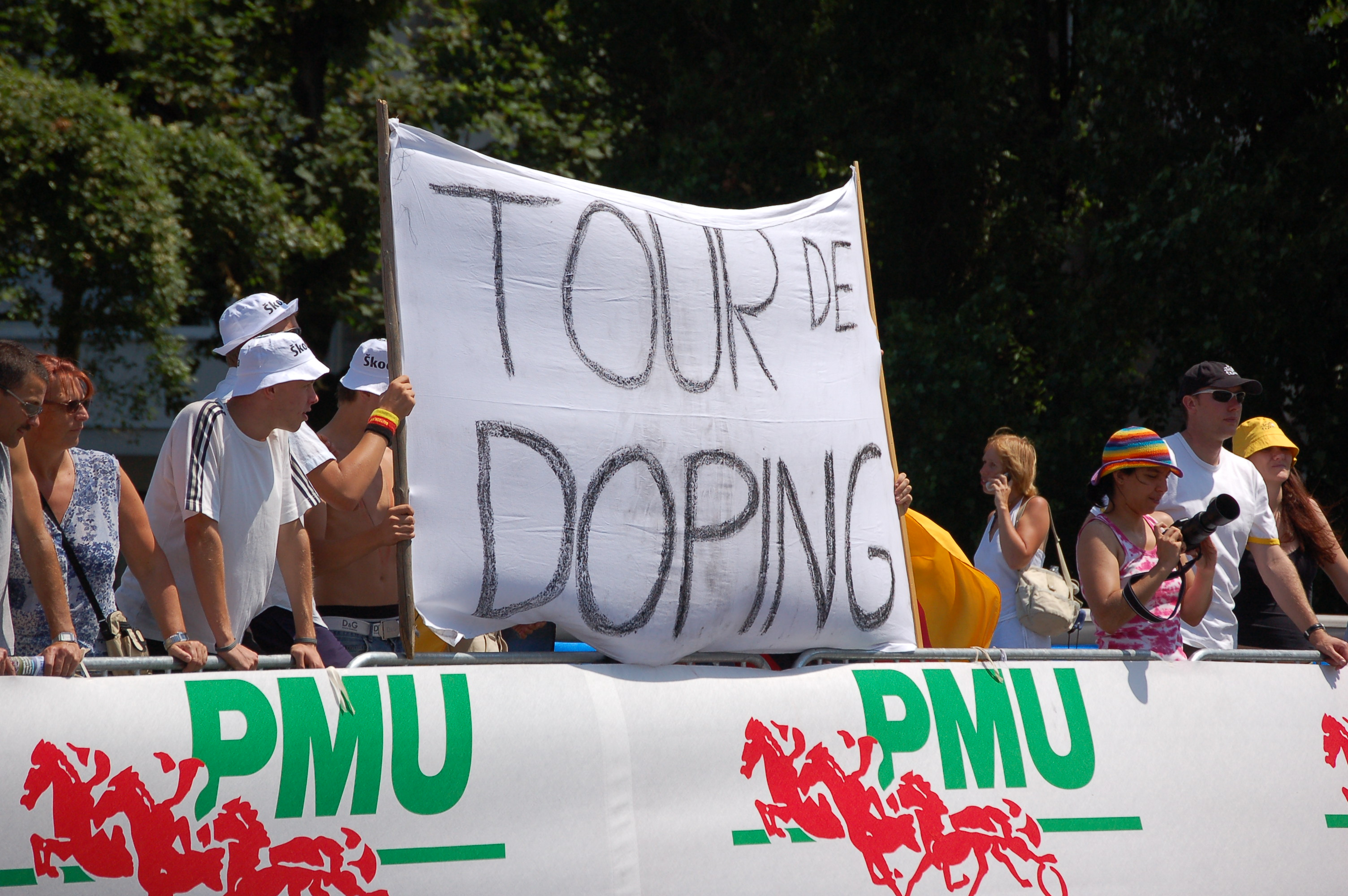
Spectateurs du Tour dénonçant le dopage.

Le dopage est un des risques pour la santé du sportif. Ce problème n'est toutefois pas spécifique au sportif.
Le dopage consiste à utiliser des produits qui augmentent la performance par différents moyens tels que l'augmentation de la masse musculaire ou la résistance à la douleur. L'EPO est un exemple de produits dopants.
Le dopage est une pratique de certains sportifs professionnels de haut niveau mais également de certains sportifs amateurs. Le dopage est efficace : il permet en général à ceux qui se dopent d'obtenir des performances supérieures à ce qu'elles seraient sans dopage. Le dopage est illicite : le sportif convaincu de dopage est sanctionné. Le dopage est dangereux pour la santé du sportif : certains décès de sportifs pourraient être la conséquence d'un dopage.
La lutte et la prévention antidopage existent. Elles concernent tout le monde et, au tout premier plan, les sportifs, leur entourage professionnel et les organisateurs de compétitions. Les contrôles antidopage permettent de déterminer si le sportif a ou n'a pas été dopé pour obtenir son résultat dans la compétition. La déchéance d'un titre et l'exclusion à vie de toute compétition sont des exemples de sanctions.
Les sports où les cas de dopages sont les plus connus du grand public sont le cyclisme, l'athlétisme, la natation et l'haltérophilie.
Un numéro de la revue International Journal Of Sport Science and Physical Education fait le point sur le problème du dopage dans le sport. On y voit notamment le fait que les médecins du sport sont largement impliqués dans ce problème notamment dans les pays anglo-saxons. On voit également que la loi existante n'est pas adaptée au problème puisqu'en général les seuls punis sont les athlètes ou coureurs, alors que la plupart du temps c'est un système complexe et que tout l'entourage est impliqué voire dans certains cas (Tour de France cycliste), il s'agit pratiquement d'une tradition liée à l'activité qui donne lieu à un véritable rituel initiatique (lié aux pratiques dopantes) pour les participants. Des articles sont également parus sur le sujet dans la Éthique publique (Canada) et dans la Revista brasileira de ciencas do esporto (Brésil). Le dopage y est analysé notamment par Eric Perera comme associé à la pollution du corps, aux notions de pur et d'impur. Les travaux de l'anthropologue Mary Douglas (Purity and Danger. An analysis of the concept of pollution and taboo, 1965) servent de références pour mieux comprendre ce problème.

### Rôle de l'environnement naturel et adaptation

#### Température
Selon que la température est trop ou pas assez élevée, l'organisme peut être soumis respectivement à l'hyperthermie ou à l'hypothermie.
En cas de température élevée, on portera des vêtements légers en textile adapté, mais continuant à protéger du soleil, surtout en altitude ou en cas de canicule. Le rendement sportif pourra être maintenu grâce à l'utilisation d'un gilet réfrigérant.
En cas de basse température, on utilisera au contraire des vêtements chauds, en particulier pour les extrémités (doigts, orteils…) qui pourraient facilement subir de graves gelures: c'est le cas typique de l'alpinisme d'altitude ou hivernal. Les nageurs en eau froide se trouvent eux aussi soumis à l'hypothermie d'autant plus rapidement que la température de l'eau est basse; préventivement, ils utilisent une combinaison de plongée ou enduisent leur corps de graisse.
Quelle que soit la température, le vent ou la vitesse du sportif augmentent considérablement les échanges thermiques par convection: aussi, les sportifs qui sont dans ce cas augmenteront particulièrement les précautions.
De même, l'humidité accélère considérablement les échanges thermiques, rendant beaucoup plus difficiles à supporter les froids et chaleurs humides que secs.

#### Pression
Une pression trop basse ne permet pas de respirer convenablement, alors que tout sportif a besoin d'échanges respiratoires élevés pour être performant, ou simplement survivre. Ces limites s'observent pour l'alpinisme d'altitude, où la pression atmosphérique en haut de l'Everest n'est qu'environ 1/3 de la pression au niveau de la mer considérée comme pression normale pour vivre par la plupart de l'humanité (le rendement est fortement dégradé pour tous, et beaucoup d'alpinistes se voient obligés d'utiliser des bouteilles d'oxygène sur les sommets de plus de 8 000 m, et un caisson isobare en cas de malaise aigu ou d'accident). Il est bien connu que l'altitude a un impact sur les compétitions sportives en altitude, comme ce fut par exemple le cas aux Jeux olympiques de Mexico.
Pour des raisons inverses, le plongeur ne peut descendre à trop grande profondeur sans équipement (scaphandre autonome avec pression régulée).

## Institutions

### Amateurs et professionnels
Le sport se pratique durant le parcours scolaire, au travers de multiples APS, au sein d'un club soit hors de tout club. Les clubs sont affiliés à des fédérations. Les clubs organisent les entraînements et mettent leurs moyens à la disposition des compétitions. Les fédérations organisent les compétitions et édictent les règlements.
La grande majorité des sportifs est composée de sportifs amateurs, c'est-à-dire d'hommes et de femmes qui pratiquent leur activité sans recevoir aucun salaire en retour. L'amateurisme possède son revers avec un accès limité aux classes populaires. pour certaines activités et l'amateurisme marron, c'est-à-dire la rémunération occulte ou la fourniture d'emplois de complaisance à des sportifs officiellement amateurs.
Certains sportifs perçoivent un salaire en retour de leur activité. Ces sportifs sont dits « professionnels ». La plupart d'entre eux sont sous contrat avec un club. Le football en Europe et le basket-ball aux États-Unis sont deux exemples connus de sports pratiqués par des professionnels. Depuis le début des années 1990 et la professionnalisation des Jeux olympiques, longtemps bastion du sport amateur, le phénomène du professionnalisme sportif touche presque l'ensemble des disciplines.

### Organisations et fédérations
La puissance du mouvement sportif est aujourd'hui considérable. Une fédération internationale comme la FIFA a la capacité de modifier les règlements et d'exiger la mise en application à la planète entière à compter d'une date précise. Le sport propose ainsi un modèle de mondialisation[réf. souhaitée].
À l'inverse de cette structure centralisée, notons l'existence d'un mouvement sportif plus indépendant, notamment aux États-Unis. La NBA a des règles particulières et il n'est pas question pour elle de se plier à la Fédération internationale de basket-ball. Aux Jeux olympiques, la FIBA est néanmoins chargée du règlement des épreuves, et les joueurs NBA doivent alors y jouer selon les règles communes au reste du monde. Le baseball américain est encore plus caricatural sur ce point, avec deux ligues qui s'affrontent pour le trophée des World Series : l'American et le National n'ont pas les mêmes règles du jeu.

### Grands événements sportifs
Voici une liste des principaux grands évènements sportifs. Cette liste n'est pas exhaustive.
Événements internationaux
- Championnat du monde de basket-ball
- Championnat d'Europe de football
- Coupe de l'America
- Coupe du monde de cricket
- Coupe du monde de football
- Coupe du monde de rugby à XV
- Jeux olympiques d'été
- Jeux olympiques d'hiver
- Jeux mondiaux
- Ligue des champions de l'UEFA
- Ryder Cup
- Tournoi des Six Nations

Événements nationaux
| Evénement                    | Sport               | Lieu                   | Pays               | Période          | Création |
| ---------------------------- | ------------------- | ---------------------- | ------------------ | ---------------- | -------- |
| Kandahar                     | Ski alpin           | Garmisch-Partenkirchen | Allemagne          | Février          | 1936     |
| Tournée des quatre tremplins | Saut à ski          | 4 lieux                | Allemagne Autriche | Décembre-Janvier | 1953     |
| Hahnenkamm                   | Ski alpin           | Kitzbühel              | Autriche           | Février          | 1931     |
| Grand Final (AFL)            | Football australien | Melbourne              | Australie          | Septembre        | 1897     |
| Open d'Australie             | Tennis              | Melbourne              | Australie          | Janvier          | 1905     |
| Finale du Sheffield Shield   | Cricket             | Variable               | Australie          | Mars-Avril       | 1892     |
| Grand Prix de Belgique       | Sport automobile    | Spa-Francorchamps      | Belgique           | Août             | 1912     |
| Liège-Bastogne-Liège         | Cyclisme            | Wallonie               | Belgique           | Mai              | 1892     |
| Tour des Flandres            | Cyclisme            | Flandres               | Belgique           | Avril            | 1913     |
| Mémorial Van Damme           | Athlétisme          | Bruxelles              | Belgique           | Août-Septembre   | 1977     |
| Coupe Grey                   | Football canadien   | Variable               | Canada             | Novembre         | 1909     |
| Coupe Stanley (Finale LNH)   | Hockey sur glace    | Variable               | Canada États-Unis  | Mai              | 1936     |
| Tour d'Espagne               | Cyclisme            | -                      | Espagne            | Août             | 1935     |
| Daytona 500                  | Sport automobile    | Daytona                | États-Unis         | Février          | 1959     |
| 500 miles d'Indianapolis     | Sport automobile    | Indianapolis           | États-Unis         | Mai              | 1905     |
| Final Four                   | Basket-ball         | Variable               | États-Unis         | Avril            | 1936     |
| Marathon de New York         | Athlétisme          | New York               | États-Unis         | Novembre         | 1970     |
| Masters de golf              | Golf                | Augusta                | États-Unis         | Avril            | 1934     |
| Finales NBA                  | Basket-ball         | Variable               | États-Unis         | Juin             | 1947     |
| All-Star Game                | Basket-ball         | Variable               | États-Unis         | Février          | 1951     |
| Super Bowl                   | Football américain  | Variable               | États-Unis         | Février          | 1966     |
| Séries mondiales             | Baseball            | Variable               | États-Unis         | Octobre          | 1903     |
| US Open                      | Tennis              | New York               | États-Unis         | Août-Septembre   | 1881     |
| 24 Heures du Mans            | Sport automobile    | Le Mans                | France             | Juin             | 1923     |
| Bol d'or                     | Sport motocycliste  | Le Castellet           | France             | Septembre        | 1922     |
| Enduropale                   | Sport motocycliste  | Le Touquet             | France             | Janvier-Février  | 1975     |
| Paris-Roubaix                | Cyclisme            | Hauts-de-France        | France             | Avril            | 1896     |
| Tour de France               | Cyclisme            | -                      | France             | Juillet          | 1903     |
| Prix d'Amérique              | Équitation          | Paris                  | France             | Janvier          | 1920     |
| Prix de l'Arc de Triomphe    | Équitation          | Paris                  | France             | Octobre          | 1920     |
| Prix de Diane                | Équitation          | Chantilly              | France             | Juin             | 1843     |
| Tournoi de Roland Garros     | Tennis              | Paris                  | France             | Mai-Juin         | 1891     |
| Vendée Globe                 | Nautisme            | Les Sables-d'Olonne    | France             | Décembre         | 1989     |
| Grand Slam de Paris          | Judo                | Paris                  | France             | Février          | 1971     |
| Grand Prix de Monaco         | Sport automobile    | Monte-Carlo            | Monaco             | Mai              | 1929     |
| Meeting Herculis             | Athlétisme          | Fontvieille            | Monaco             | Juillet          | 1987     |
| Grand Prix d'Italie          | Sport automobile    | Monza                  | Italie             | Septembre        | 1921     |
| Milan-San Remo               | Cyclisme            | Lombardie              | Italie             | Mars             | 1907     |
| Tour d'Italie                | Cyclisme            | -                      | Italie             | Mai              | 1909     |
| Tour de Lombardie            | Cyclisme            | Lombardie              | Italie             | Octobre          | 1905     |
| Palio de Sienne              | Équitation          | Sienne                 | Italie             | Septembre        | 1921     |
| Marathon de Londres          | Athlétisme          | Londres                | Royaume-Uni        | Septembre        | 1921     |
| Open britannique             | Golf                | Southport              | Royaume-Uni        | Septembre        | 1860     |
| The Boat Race                | Aviron              | Londres                | Royaume-Uni        | Juin             | 1829     |
| Tournoi de Wimbledon         | Tennis              | Londres                | Royaume-Uni        | Juillet          | 1877     |
| Bol d'or                     | Nautisme            | Genève                 | Suisse             | Juin             | 1939     |
| Athletissima                 | Athlétisme          | Lausanne               | Suisse             | Juillet          | 1977     |
| Coupe Spengler               | Hockey sur glace    | Davos                  | Suisse             | Décembre         | 1923     |
| Lauberhorn                   | Ski alpin           | Wengen                 | Suisse             | Janvier          | 1930     |
| Weltklasse                   | Athlétisme          | Zurich                 | Suisse             | Août             | 1928     |

### Médiatisation
Les compétitions sportives sont des formes de spectacles, mais leur scénario n'est pas écrit d'avance. Pendant l'Antiquité, la sculpture ou la poésie furent de bons vecteurs de médiatisation du sport. Avec l'arrivée des médias modernes avec dans l'ordre chronologique la presse écrite, la radio, la télévision puis internet, le sport dispose de puissants supports médiatiques. Ainsi, il existe depuis 1977 des chaînes de télévisions sportives dont l'objet sont la diffusion d'épreuves et d'informations sportives. Certaines sont généralistes et se consacrent à divers sports tandis que d'autres se spécialisent dans une discipline. Parmi les titres de la presse écrite sportive on citera L'Équipe en France, Sports Illustrated aux États-Unis ou La Gazzetta dello Sport en Italie, notamment.
Dans certains sports, la médiatisation d'acte antisportif majeur et violent sont souvent interrompus pour ne pas inciter les téléspectateurs à la violence.

### Clubs sportifs
Un club sportif (CS) est une infrastructure encadrant les sportifs.

## Sport et éducation
La recherche suggère que le sport a la capacité de connecter la jeunesse à des modèles de rôle adultes positifs et de fournir des possibilités de développement positif, tout en favorisant l’acquisition et l’application des compétences utiles dans la vie courante. Ces dernières années, le recours au sport pour lutter contre la délinquance, et prévenir l’extrémisme violent et la radicalisation, est devenu plus fréquent, notamment en tant qu’outil pour améliorer l’estime de soi, resserrer les liens sociaux et donner aux participants le sentiment d’être utile.
Récemment, le sport a longuement été étudié comme étant un facteur de réussite dans le milieu scolaire des jeunes. Que ce soit la concentration la persévérance ou bien l’autonomie, le sport amène à différent niveau une facilité et une appartenance au monde scolaire. Le jeune faisant ainsi une activité sportive aura beaucoup plus de chance de réussir son parcours scolaire. La promotion de ce mode de vie se faisant tout d’abord dans l’établissement en lieu même sera transcrit dans le milieu personnelle du jeune. Ainsi, un étudiant-athlète développera plusieurs compétences socialement reconnues qui lui seront primordial lors de son cheminement telle que l’entraide, l’amitié ou même une plus grande confiance personnelle.
C’est ainsi, que la persévérance, une notion clé pour tous athlètes, crée une forte différence académique avec tout autre étudiant. Le sport apporte plusieurs effets physiques et physiologique telle que la baisse du niveau de cortisol. Ceci diminue ainsi le stress lors d’un examen. La réussite scolaire est ainsi en hausse dans ces catégories d’étudiant. Selon plusieurs données dont celle du Réseau du Sport Étudiant au Québec (RSEQ), entre 4 et 9% des étudiants du réseau scolaire québécois font le minimum d’activité physique recommandé. Ceci explique en quoi les échecs scolaires ainsi que la motivation sont des problèmes croissants.

## Économie du sport

### Chiffres clés
| Adeptes du e-sport                        | 5,07 millions         |
| Nombres d'articles de sport consommés     | 12 milliards d'euros  |
| CA de la filière football professionnelle | 6,5 milliards d'euros |

Le sport possède une activité importante sur le plan économique. Il a créé et fait vivre une forme de secteur hétérogène assemblant pêle-mêle des médias, des équipementiers, des franchises, des clubs sportifs, des médecins, des avocats, des entraîneurs et conseillers en tous genres, des jardiniers et même des cabinets d'architecture spécialisés dans la conception de stades et autres arénas. Quelques sportifs professionnels tirent également leurs revenus du sport. Pour mémoire, on rappellera que le nombre des accréditations pour les médias est toujours largement supérieur à celui des accréditations d'athlètes lors des Jeux olympiques d'été : 15 000 contre 10 000.
Les industries et les commerces du bâtiment, du textile, de l'automobile, du spectacle, des médias et du tourisme travaillent pour le sport. Les contrats des sportifs professionnels, des parrainages publicitaires et des subventions publiques concernent des masses importantes d'argent. Les paris sportifs génèrent également d'importants revenus. Certains clubs sportifs sont des entreprises cotées en bourse. Équipements sportifs, droits de diffusion télévisuel et autres produits dérivés font tourner la machine économique. Ceci est valable dans de très nombreux pays, sur les cinq continents. La part du PIB consacré au sport est plus importante dans les pays les plus développés en raison des investissements lourds, notamment en matière de stades, mais aussi par la part importante accordée à ce type de dépenses par les ménages.
Hors bénévolat, le poids économique du sport dans l'économie française est évalué à 1,73 % du PIB, soit 27,4 milliards d'euros en 2003. En 2019, le sport pèse 1,5 % du PIB français.
Les dépenses des ménages représentent plus de 50 % de ces montants (14,2 milliards d'euros en 2003 et douze milliards d'euros en 2019), contre 7,9 milliards d'euros pour les collectivités locales, 3,2 pour l'État, et 2,2 pour les entreprises. Parmi les dépenses sportives des ménages en 2003, 3,7 milliards sont consacrés aux vêtements de sport et chaussures, deux aux biens durables, 2,7 aux autres biens et 5,8 aux services. Le Ministère de la Jeunesse et des Sports estime à 100 000 (58 % d'hommes pour 42 % de femmes) le nombre de salariés travaillant pour le secteur sportif en France pour quelque 20 000 employeurs.
Cette économie est tirée par les engagements des sportifs professionnels, tels que les grandes compétitions internationales, mais aussi par le bénévolat de masse des sportifs amateurs comme la pratique du football en Europe. Elle bénéficie du développement du sport et elle l'accélère. Elle permet aux sportifs professionnels de travailler dans des conditions toujours meilleures, aux sportifs amateurs d'accéder à leur loisir à des coûts de plus en plus attractifs et aux spectateurs d'assister à des compétitions toujours plus spectaculaires et plus festives.
D'un autre côté, comme tout domaine économique, l'économie du sport n'échappe pas à certaines dérives telles que la corruption ou le dopage.

## Sport et société

### Sport et développement durable
Des liens de proximité existent entre sport, santé, économie et environnement, depuis longtemps. Les liens avec l'environnement et la santé sont plus évidents avec les « sports de pleine nature », et indirects (via les impacts différés ou indirects) avec les sports en salle ou les sports dits « automobiles » ou « mécaniques ». En tant que tels, les enjeux de soutenabilité du développement des activités sportives ont vraiment émergé dans les années 1990, dans le contexte du Sommet de la Terre de Rio (juin 1992) et de ses suites. Le Mouvement olympique[Qui ?] considère depuis 1999 « l'environnement comme le troisième pilier de l'Olympisme, après le sport et la culture » et dit avoir « développé une politique volontariste de défense de l'environnement qui s'est exprimée dans le « Pacte de la Terre », les actions de collaboration avec le Programme des Nations Unies pour l'environnement (PNUE), la réalisation de Jeux Olympiques « verts » et la tenue de conférences mondiales et régionales sur le Sport et l'environnement ».[réf. souhaitée]
La pollution a son importance pour les grands évènements sportifs, car elle peut nuire aux performances des sportifs eux-mêmes. « Plusieurs études ont montré que l’exposition à l’ozone ou aux microparticules quand on fait du sport réduit la capacité pulmonaire totale, diminue les performances et surtout augmente le risque d’asthme », explique le Dr Pierre Souvet, Président de l’Association Santé Environnement France. La pollution de l'air s'invite d'ailleurs souvent aux Jeux Olympiques. En 1984, aux Jeux olympiques de Los Angeles, le coureur de 800 mètres Steve Ovett s'était effondré pendant la finale en raison de problèmes respiratoires liés en partie selon lui à la pollution. En 2008, aux Jeux de Pékin, les autorités avaient réduit la circulation des voitures et fermé des centaines d'usines. À Londres en 2012, on craint d'être confronté au même problème.
L'impact environnemental du « sport spectacle » n'est pas le seul à poser problème. Aujourd'hui, compléments alimentaires, barres énergétiques, anti-transpirants, boissons énergisantes : tous ces produits que l’on vend aux sportifs (voir alimentation du sportif) sont suspectés d'être toxiques pour la santé du sportif et pour l'environnement. Ces produits « miracles » peuvent contenir trop de sel, trop de sucres, mais aussi des molécules chimiques (taurine, riboflavine, pyridoxine), des métaux lourds (plomb, aluminium) ou encore des nanoparticules. Celles-ci peuvent avoir des effets délétères sur la santé et sur l'environnement. À l'occasion des Jeux olympiques d'été de 2012, l'Association Santé Environnement France, qui réunit environ 2 500 médecins, a publié un petit guide de conseils pratiques tous basés sur des études scientifiques sérieuses.

#### Ambitions pour leXXIesiècle
À partir des années 2000 des infrastructures sportives respectant mieux l'environnement et les paysages ; la protection des ressources naturelles et de la biodiversité ; la réduction des déchets et polluants produits par le sport ; la promotion des jeunes, des populations autochtones, de la coopération internationale, de la démocratisation du sport et du rôle de la femme ; la lutte contre les discriminations ainsi que le développement du sport féminin comptent parmi les défis et engagements du CIO en faveur de la soutenabilité du sport.
Au niveau mondial, le comité olympique a produit son propre Agenda (l'Agenda 21 du CIO, en 1999), suivi d'une résolution du Conseil de l'Europe en 2000, et d'une déclinaison et adaptation française en 2005 (en un « Agenda 21 du sport français »). Cet Agenda 21 français invite notamment toutes les fédérations sportive à se doter d'une Commission Environnement et développement durable, qui pourra proposer et évaluer les moyens, pour chaque type d'activité sportive, de construction d'infrastructures sportives ou de déplacements sportifs, de minimisant les impacts directs et indirects, immédiats et différés sur les ressources naturelles (y compris foncières) pas, peu, difficilement, lentement ou coûteusement renouvelables (ex : eau, air, sol, faune, flore, écosystèmes, puits de carbone, services écosystémiques, etc.). Ainsi un nombre croissant de manifestations et d'activités sportives cherchent à minimiser leur empreinte écologique et leur empreinte carbone et parfois à rembourser leur « dette carbone » (dette écologique).
En France, la nouvelle stratégie nationale pour la biodiversité (mai 2011), est accompagnée de premiers « engagements de l’État » qui vont dans le sens de l'Agenda 21 du comité olympique. Ces engagements de l’État précisent que les sports devront mieux tenir compte de la biodiversité via notamment une écoconditionnalité des aides publiques (« améliorer la prise en compte de la biodiversité dans les équipements et manifestations sportifs, en particulier en conditionnant les aides publiques ») ; l'état s'engage aussi à « soutenir la mutualisation des bonnes pratiques (agricoles, forestières, sports et biodiversité ».

### Sport et politique

#### Politique nationale
Si certains pensent que le sport est ou peut être apolitique, de nombreux scientifiques affirment que le sport ne peut être dissocié de la politique, qu’il est même un outil dont se servent les forces politiques. En effet, le sport est une activité très populaire diffuseur de valeurs et d’idées. Il est donc important pour les États de s’en servir correctement car il permet d’unir une population, de la distraire mais aussi pour une autorité, de construire sa légitimité. Ainsi le sport a été un très bon moyen utilisé par des pays venant d’être décolonisé pour construire une identité en diffusant des symboles nouveaux tels qu’un drapeau ou un hymne lors d’évènements sportifs. Cela a permis d’unifier une population et même pour certains pays de construire un prestige. Par ailleurs, le sport peut aussi être utilisé pour faire de la propagande et ainsi assoir un contrôle plus important sur une population. Même menacé par la mondialisation du sport, les États continuent d’être souverain par rapport à celui-ci.

#### Politique internationale
Georges Vigarello sur le sport : « les changements des jeux révèlent ceux des sociétés qui les produisent ». Ici, l'historien français montre que le sport s’adapte en fonction des sociétés et des évènements de nos sociétés. Ainsi en contexte de guerre, le sport peut être utilisé comme un outil dissuasif ou punitif, comme il l’a été pour la Russie qui a récemment été exclue de compétition sportive par des institutions telles que l’UEFA, la FIFA et la FIA. Cela montre que les institutions sportives sont souveraines et ont le pouvoir de supprimer ou d’ajouter un pays entier dans leur organisation sportive. C’est de cette manière qu’est matérialisée une partie de la perte de pouvoir des États face à la mondialisation du sport. Ainsi la Russie, ou un autre pays sanctionné voit son soft power grandement s’affaiblir au vu de l’importance qu’a le sport dans les sociétés, Pascal Boniface le dit lui-même : « disputer la coupe du monde, participer aux Jeux Olympiques, c’est affirmer sa souveraineté, c’est démontrer son existence et son indépendance aux yeux du monde entier ». En situation de conflit, le sport n’est pas seulement motif de sanction. En effet, il peut permettre à deux partis en froid de se rapprocher, il peut même être un terrain d’affrontement pacifique et de partager un moment que ce soit en tant qu’adversaire ou simplement par la présence des partis en froid. Par exemple, cela a été le cas avec la diplomatie du ping-pong entre la Chine et les États-Unis. Le soft power reposant en grande partie sur le sport, il est généralement l’outil utilisé pour montrer au monde la puissance d’un pays ou d’un régime en place. Durant la guerre froide, des affrontements pacifiques entre le bloc de l’ouest et le bloc de l’est ont eu lieu, en particulier entre les 2 rivaux : les États-Unis et l’URSS. Ainsi, les évènements sportifs de l’époque représentaient un enjeu très important : celui de montrer quel régime était le plus efficace.

#### Mener un combat politique à travers le sport
Le sport étant très populaire et médiatisé de manière importante, il est assez courant que des acteurs y passent un message politique, qui généralement, divise la société. Le sport est un facteur social qui dépasse les frontières et les clivages. Il est donc le lieu de revendications et est aussi façonné par certains mouvements sociaux, notamment par la lutte contre l’homophobie et la lutte contre le racisme. Ainsi des sportifs, des spectateurs et les institutions qui les encadrent eux et le sport en général font fréquemment passer des messages politiques. Par exemple, lorsque les athlètes Tommie Smith et John Carlos ont levé leur poing en soutien au mouvement Black Power lors des Jeux Olympiques de Mexico en 1968, ou encore les messages de soutien pour l’Ukraine diffusés lors de compétitions sportives.

### Place du sport dans les pays les moins développés
En raison de leurs faiblesses économiques et structurelles, les pays en développement ne disposent souvent pas d'infrastructures adaptées à la pratique du sport. Ainsi, la pratique sportive dans le cadre scolaire est souvent réduite : 30 % en Érythrée, 28 % en Éthiopie, 25 % au Niger contre une moyenne de 95 % dans les pays développés. En Afrique, le football est le sport le plus largement pratiqué, du fait de sa simplicité.
Les pays moins développés ont tendance à perdre leur sportifs talentueux qui préfèrent se rendre dans des pays influents dans le sport mondial, étant conscients d'avoir peu de chances de l'emporter dans des compétitions les opposant à des adversaires qui proviennent des pays développés.
Pour l'ONU, le sport est un outil économique et souple pour promouvoir les objectifs de paix et de développement.
En 2000, le secrétaire général de l'ONU, M. Ban Ki Moon, a rappelé la volonté du système des Nations unies de promouvoir le sport comme outil de développement – y compris dans le cadre de la réalisation des Objectifs du Millénaire pour le développement fixés par les Nations unies.

### Comportements haineux
Le sport en général est un refuge pour les comportements haineux ; ainsi une étude menée par la Direction Régionale de la Jeunesse et des Sports d'Aquitaine montre que l'homophobie est bien plus élevée chez les sportifs que dans la population générale. Ceci est notamment vrai pour le football, où la xénophobie et l'homophobie ne sont pas rares. Le sport peut aussi être perçu comme un refuge du sexisme, en effet dans la quasi-totalité des sports ce sont les catégories homme qui sont les plus médiatisées. Les comportements haineux dépassent souvent la simple pensée et se matérialise sous une forme souvent assez violente. En effet, la violence a toujours sa place dans le sport malgré une évolution positive par rapport à celle-ci. Elle peut aussi bien être sous forme verbale que physique. Ainsi des mouvements tel que le hooliganisme sont encore présents dans le monde du sport. Ces comportements haineux et violents ont été théorisé, et d’après certains. Selon eux, ils représenteraient un moyen de socialisation qui prendrait vie à cause de rapports sociaux compliqués entre différentes classes sociales, mais aussi à cause de la médiatisation devenue normale de ces comportements et représenteraient surtout l'envie d’exprimer une identité de la part des auteurs de ces comportements. Ainsi violence et comportement haineux font encore partis du folklore sportif, quand bien même ces comportements soient sanctionnés.

### Surmédiatisation
La part importante accordée aux sports dans les médias de masse pousse certaines personnes à critiquer ce fait comme étant une stratégie visant à divertir les gens, afin de les empêcher de se concentrer sur les problèmes premiers, à l'image de la société du spectacle décrite par Guy Debord. Cette critique dont l'historien Sébastien Nadot s'est fait le chantre rejoint celle formulée par Juvénal et son célèbre Panem et circenses.
Toutefois parce qu'il est de plus en plus diffusé (accroissement des heures comme des disciplines), il reste un des principaux fédérateurs de foules, phénomène accentué depuis 2012 ; année de l'ouverture de chaînes télé consacrées aux sports en particulier la chaîne l’Équipe, des chaînes payantes thématiques beIN SPORTS, la même année, les chaînes Eurosport en 2015 ou encore le lancement des chaînes SFR Sport en 2016, même si des groupes traditionnels de l'audiovision ont pu proposer dès 1998 des chaînes consacrées au sport comme CANAL+ Sport.

### Sociologie du sport
La sociologie du sport traite du rôle du sport dans la société :

## Sport et Internet
De nombreux sites internet sont développés dans l'objectif de coacher et d'aider les personnes qui veulent se mettre au sport. On note plusieurs catégories de sites :
- les espaces réservés à une catégorie de sport spécifique ;
- les sites spécialisés dans la retransmission d'actualités sportives ;
- les sites de renseignements locaux sur le sport ;
- les sites de gestion des activités sportives, qui permettent à l'utilisateur de visionner les sports qu'ils ont effectués et les points qu'ils ont gagnés.

### Sport & numérique
L'univers du sport, tant réel que virtuel est désormais numérique et marketé.
- La numérisation du sport a un impact sur le modèle économique des clubs, qui reçoivent plus d'actionnaires internationaux.
- Le développement des offres de produits et services pour diversifier le public et leur faire bénéficier d'expériences complètes, permet également d'attirer des investisseurs.
- Le numérique permet de rendre la pratique plus ludique. Comme soulève Le patron du Tremplin : « L'e-sport constitue une passerelle vers la pratique physique du sport. Le virtuel permet à un public a priori intouchable de s'intéresser au sport. C'est une nouvelle porte d'entrée ».

## Sources
- Cet article est partiellement ou en totalité issu de la page « Renforcer l'état de droit par l'éducation: guide à l'intention des décideurs politiques » de UNESCO, le texte ayant été placé par l’auteur ou le responsable de publication sous la CC BY-SA 3.0 IGO

#### Ouvrages généraux
- Wojciech Liponski (s.d.), L'encyclopédie des sports, Poznań, Atena, 2003 (éd. française, Paris, Grund et UNESCO, 2005). Cet ouvrage décrit plus de 3 000 sports et indique une bibliographie sommaire pour chacun d'eux.

#### Histoire du sport
- Laurent Turcot, Sports et Loisirs. Une histoire des origines à nos jours, Paris, Gallimard, 2016.
- Wolfgang Decker et Jean-Paul Thuillier, Le sport dans l'Antiquité, Paris, AJ Picard, 2004.
- Violaine Vanoyeke, La naissance des Jeux Olympiques et le sport dans l'Antiquité, Paris, Les Belles Lettres, 1992.
- Jean-Paul Thuillier, Le sport dans la Rome antique, Paris, Errance, 1996
- Sébastien Nadot, Rompez les lances ! Tournois et chevaliers au Moyen Âge, éd. Autrement, Paris, 2010.
- Sébastien Nadot, Le spectacle des joutes. Sport et courtoisie à la fin du Moyen Âge, P.U. Rennes, 2012.
- Bernard Merdrignac, Le sport au Moyen Âge, Presses Universitaires de Rennes, 2005.
- Jean-Michel Mehl, Les jeux au royaume de France : du XIIIe siècle au début du XVIe siècle, Paris, Fayard, 1991
- Alain Arvin-Bérod, Les enfants d'Olympie (1796-1896), Paris, Cerf, 1996
- (en) Richard Holt, Sport and the British: A Modern History, Oxford Studies in Social History / Clarendon Paperbacks, 1990
- Coll., L'histoire en mouvements. Le sport dans la société française (XIXe siècle-XXe siècle), Paris, Armand Colin, 1992
- Coll., La naissance du mouvement sportif associatif en France, Lyon, PUL, 1986.
- Thierry Terret (sd), Histoire des sports, Paris, L'Harmattan, 1996
- Coll., Jeux et sports dans l'histoire (2 vol.), Paris, CTHS, 1991.
- Coll., Naissance du sport moderne, Lyon, La Manufacture, 1987.
- Henri Charpentier et Euloge Boissonnade, 100 ans de Jeux Olympiques : Athènes 1896-Atlanta 1996, Paris, Éditions France-Empire, 1996, 797 p. (ISBN 978-2-704-80792-5, OCLC 422074618)

#### Géographie du sport
- Jean-Pierre Augustin (2007), Géographie du sport, Spatialités contemporaines et mondialisation, A. Colin, Paris, 220 p.
- Pascal Gillon, Frédéric Grosjean, Loïc Ravenel & Donatien Cassan (2010), Atlas du sport mondial : Business et spectacle : l'idéal sportif en jeu, Autrement.

#### Culture du sport
- (en) Grant Jarvie, Sport Culture And Society: An Introduction, Routledge, 2006
- Coll., Revue « Europe » : Sport et littérature, Revue éditée à Paris, juin-juillet 1996.
- Coll., Anthologie de la littérature du sport, Lyon, PUL, 1998.
- Jérôme Bureau et Jules Chancel (sd), L’Amour foot. Une passion planétaire, Éditions Autrement, Mutations, Poche no 17, 1993.  (ISSN 0751-0144)
- Michel Caillat, L’Idéologie du sport en France, Paris, Les Éditions de la Passion, 1989.
- Frédéric Baillette et Philippe Liotard, Sport et virilisme, Montpellier, Éditions Quasimodo et Fils, 1999.
- Philippe Liotard (sd), Sport et homosexualités, Montpellier, Quasimodo no 10, 2010.
- Heinz Risse : Sociologie du sport, préface Henning Eichberg. Rennes : Presses de l'Université Rennes, 1991.

#### Critiques du sport
- Michel Caillat, Le Sport, Éditions du Cavalier Bleu, Collection Idées reçues, Nouvelle édition, 2002 (rééd. 2008)
- Marc Perelman, Le sport barbare : Critique d'un fléau mondial, Paris, Michalon, 2008  (ISBN 978-2841864478)
- Jean-Marie Brohm, La tyrannie sportive. Théorie critique d’un opium du peuple, Paris, Beauchesne, 2006  (ISBN 2-7010-1495-6)
- Nationalismes sportifs, Revue Quasimodo, no 3/4, 1997.
- Sophie Péchillon, Le sportif est-il juridiquement responsable de ses actes ? (2010)

Film documentaire:
- Sport, le revers de la médaille, de Xavier Deleu et Yonathan Kellerman, a pour sujet les conséquences sur les athlètes de haut niveau. Arte France, 2014 (réf)

#### Sport et autres domaines
- Économie du sport
- Histoire du sport (Chronologie du sport)
- Marketing sportif
- Médecine du sport
- Nationalisme sportif
- Sciences du sport
- Sociologie du sport
- Sport et littérature en France